# Biserica reformată din Aiton
Biserica reformată din Aiton este un monument istoric aflat pe teritoriul satului Aiton; comuna Aiton.

## Localitatea
Aiton (în maghiară Ajton, în germană Eiten) este satul de reședință al comunei cu același nume din județul Cluj, Transilvania, România. Prima menționare documentară a satului Aiton cu numele Villa Ohthunth este din 1320.

## Biserica
Biserica reformată, amplasată pe un deal, la capătul satului, a fost construită în secolul XVIII. A avut un tavan casetat, cu motive florale, realizat în 1793 de meșterii Hajdu și Samuel Besti. Biserica era înconjurată inițial de un zid de piatră.

## Imagini din exterior

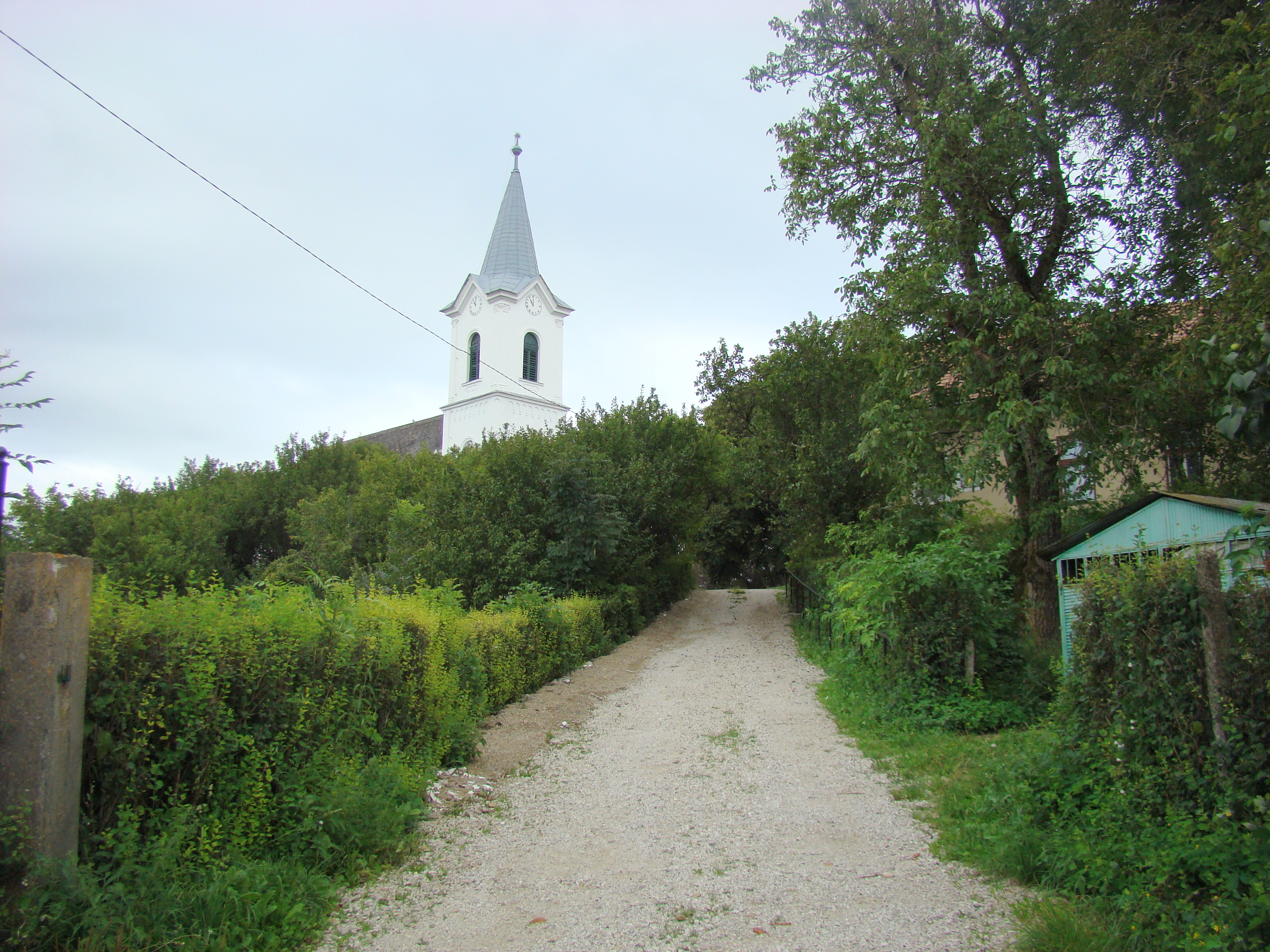
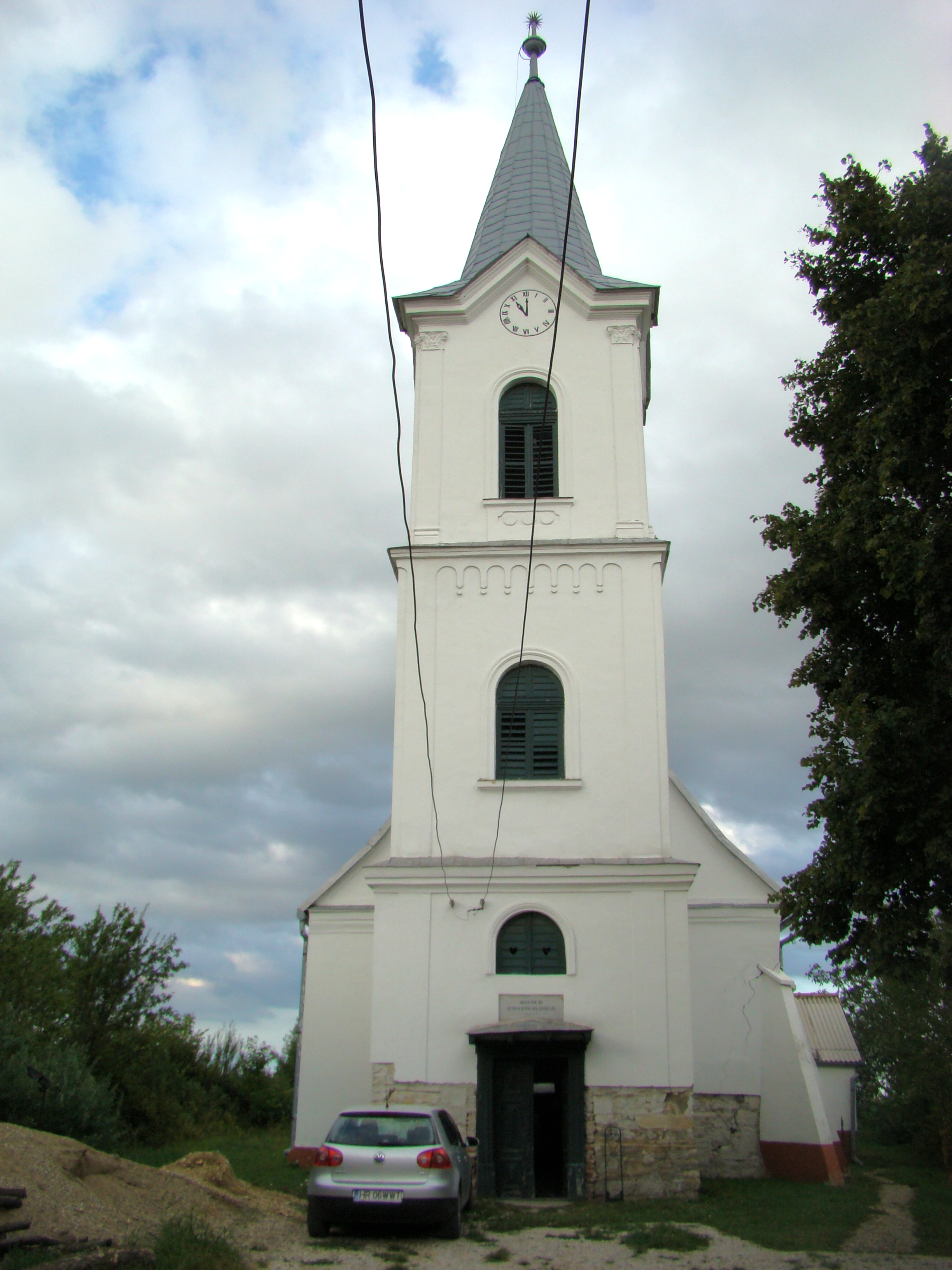
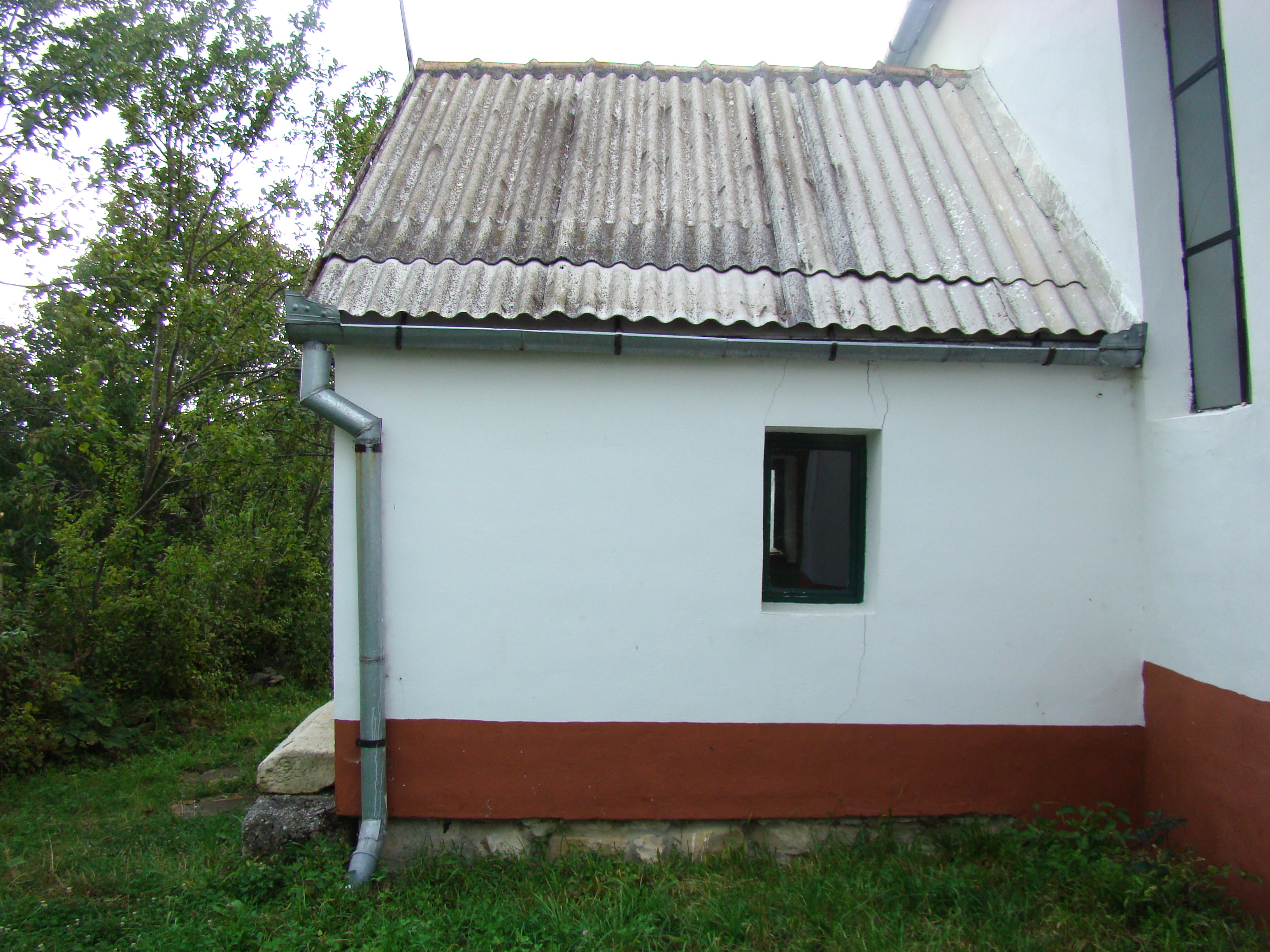
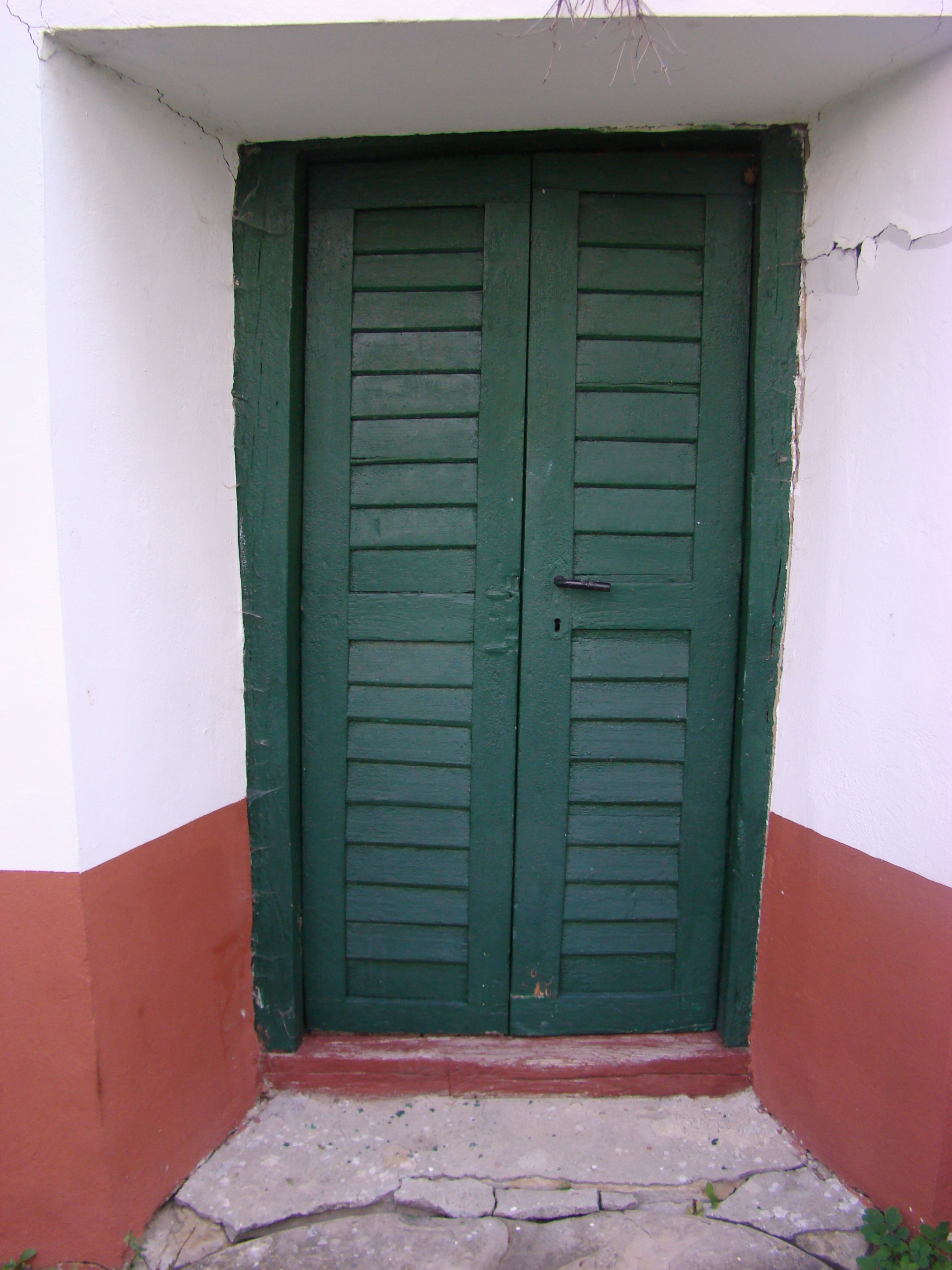
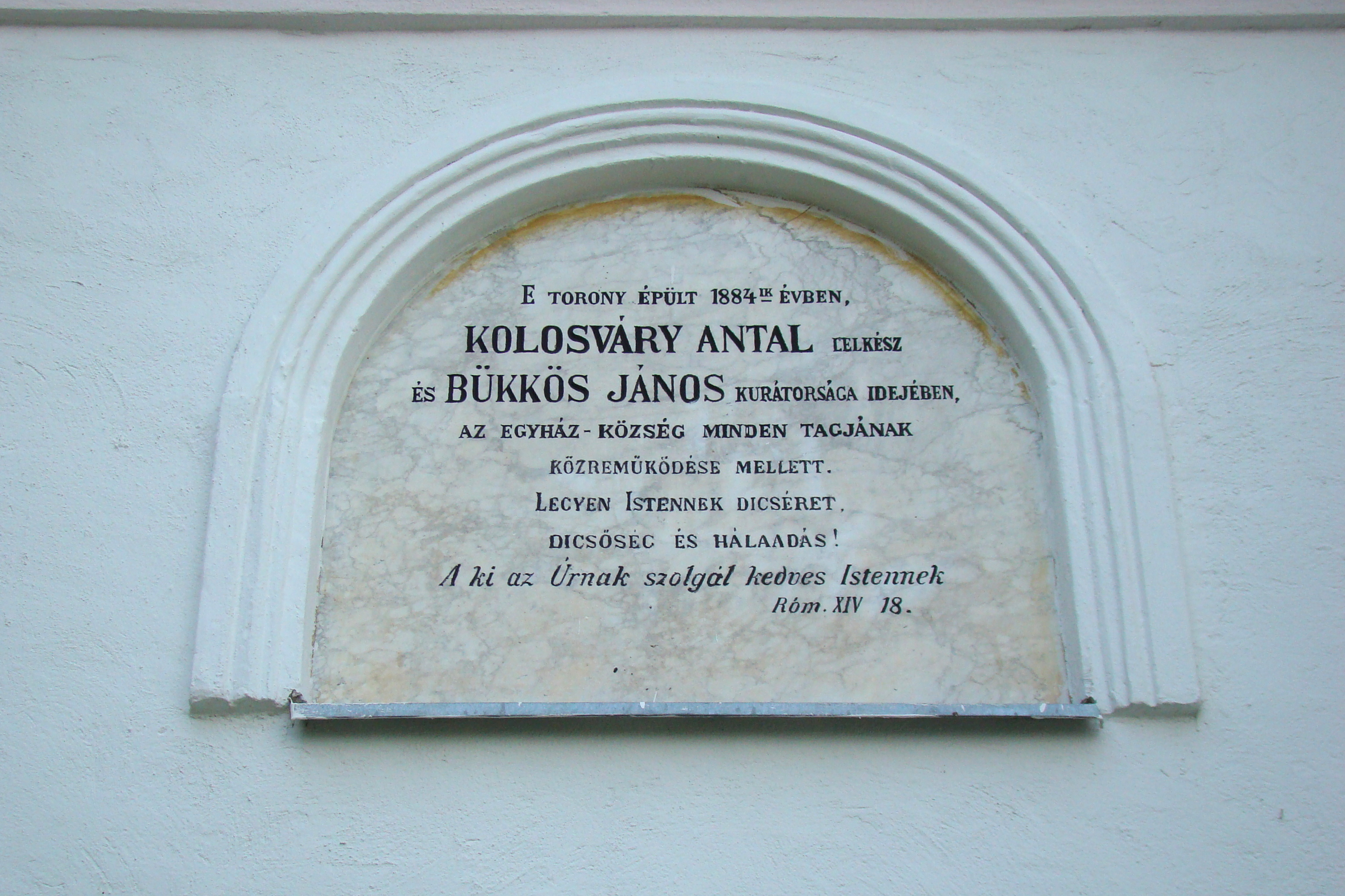
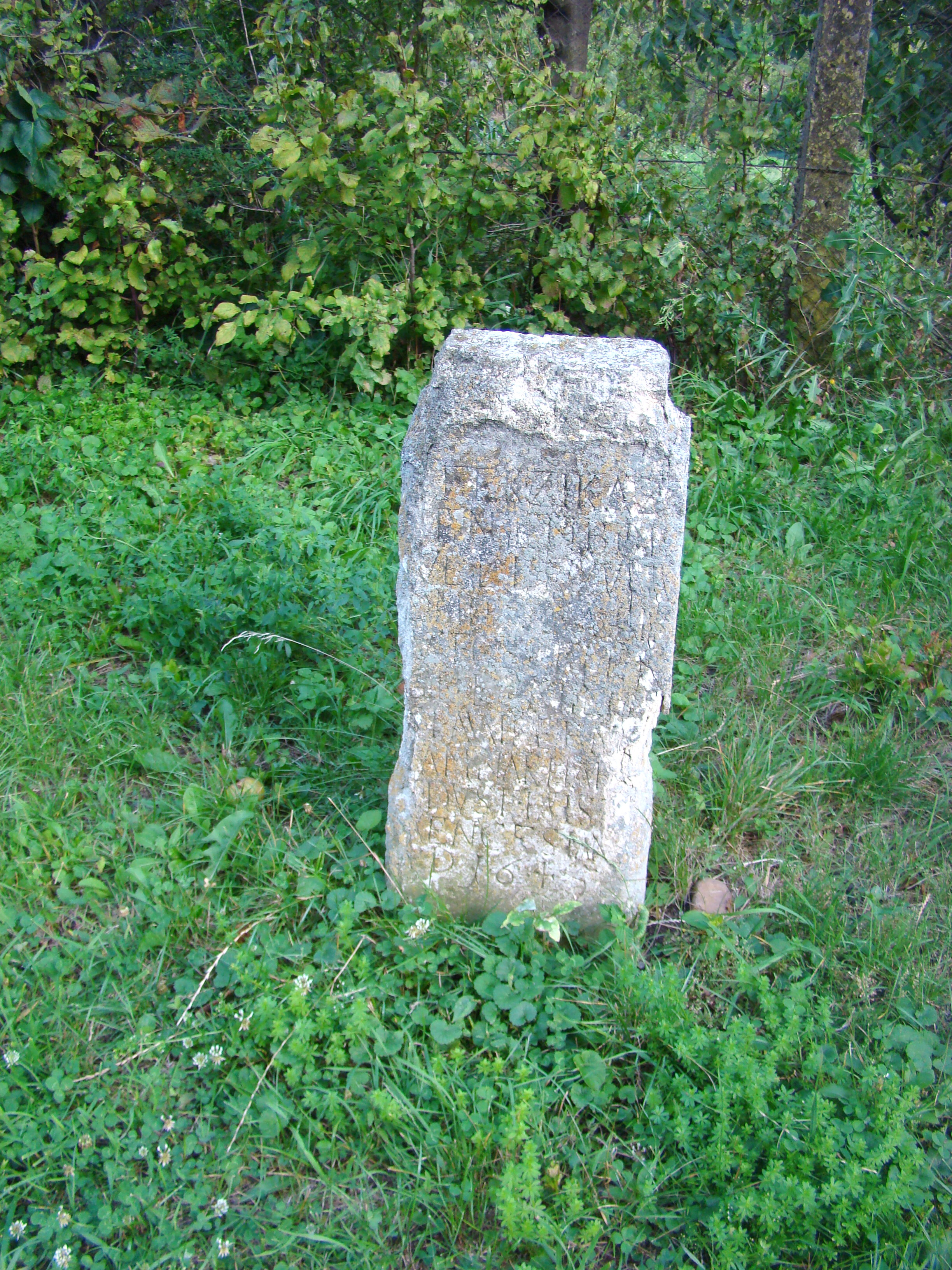
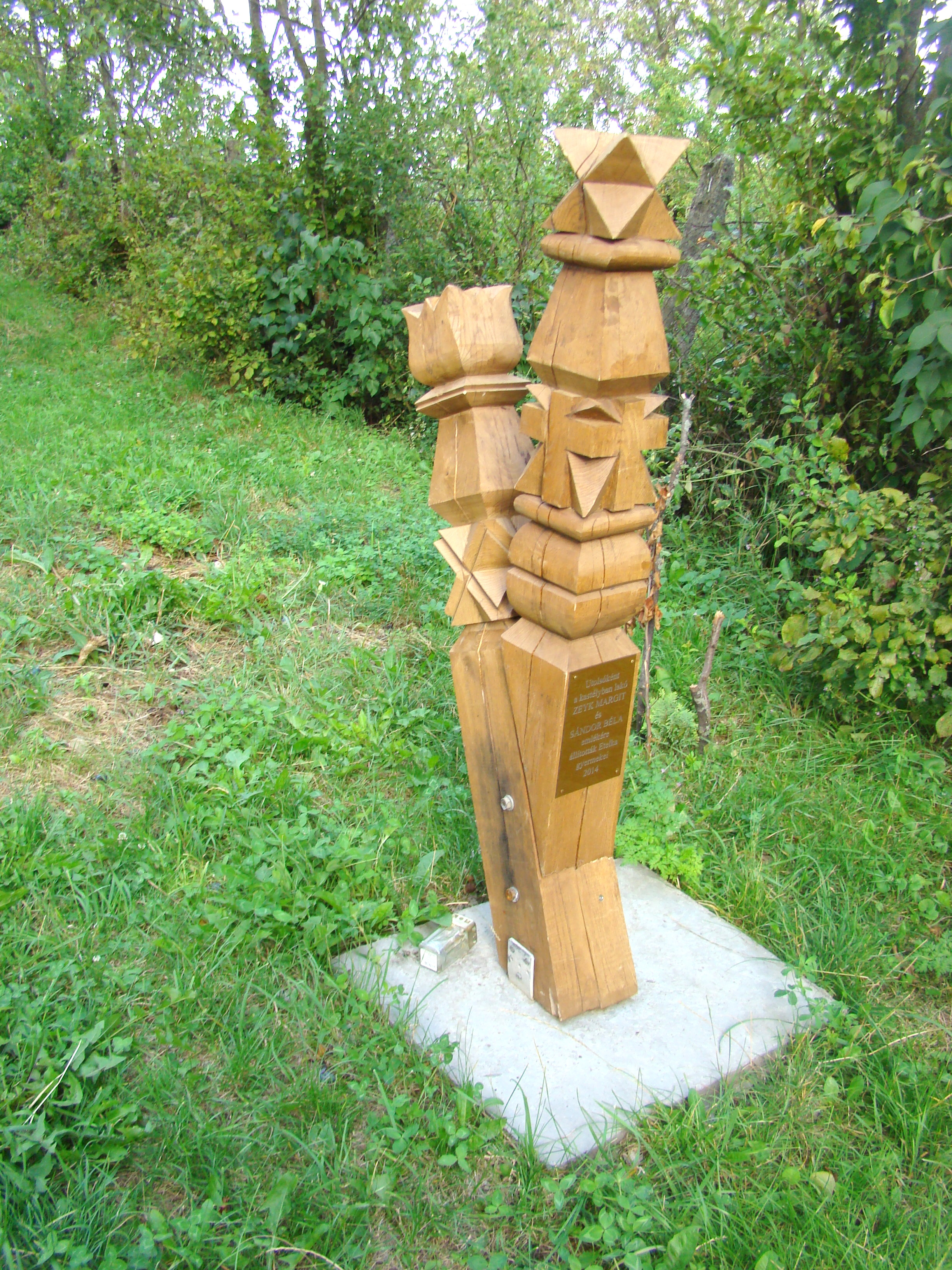
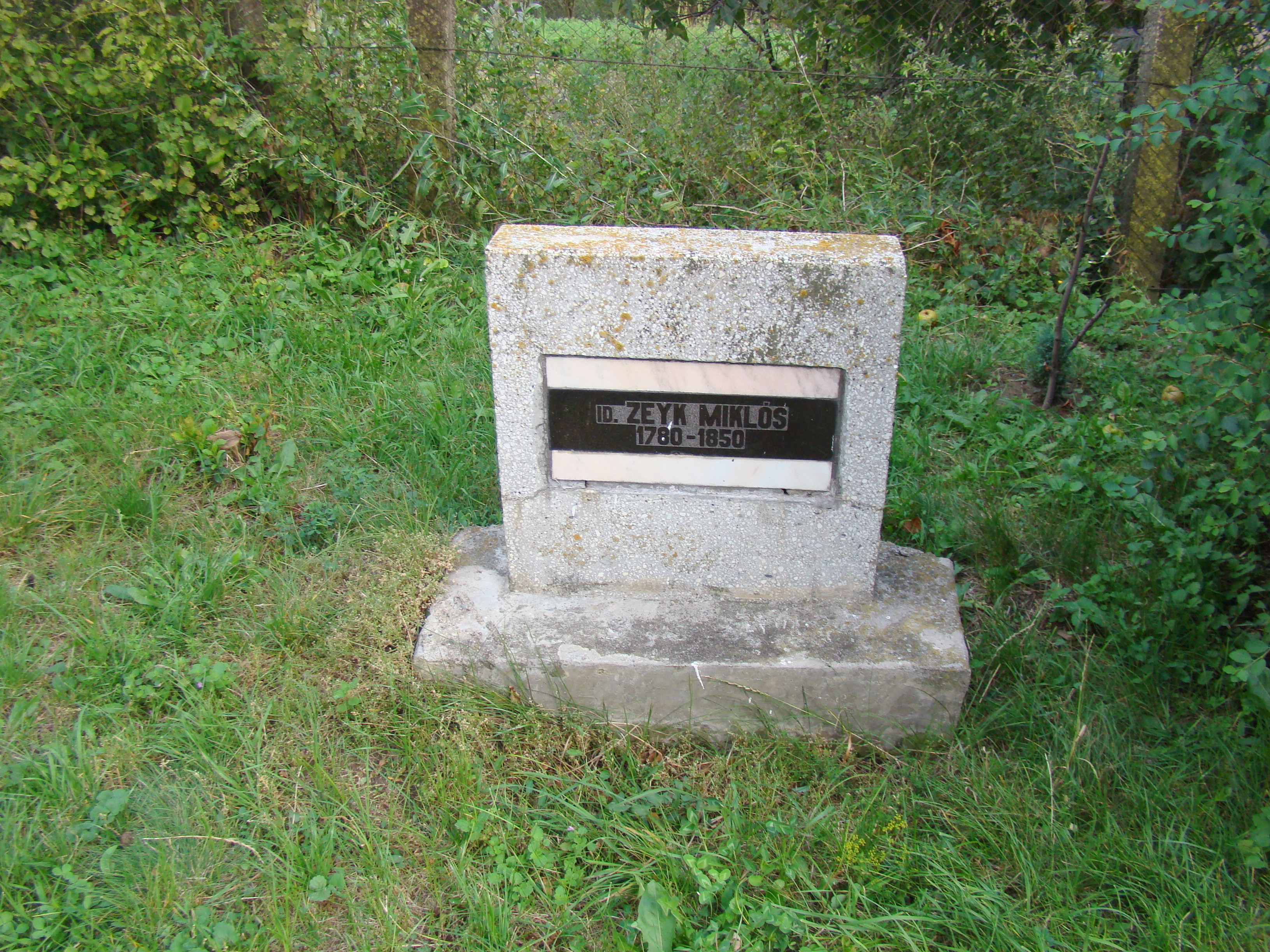
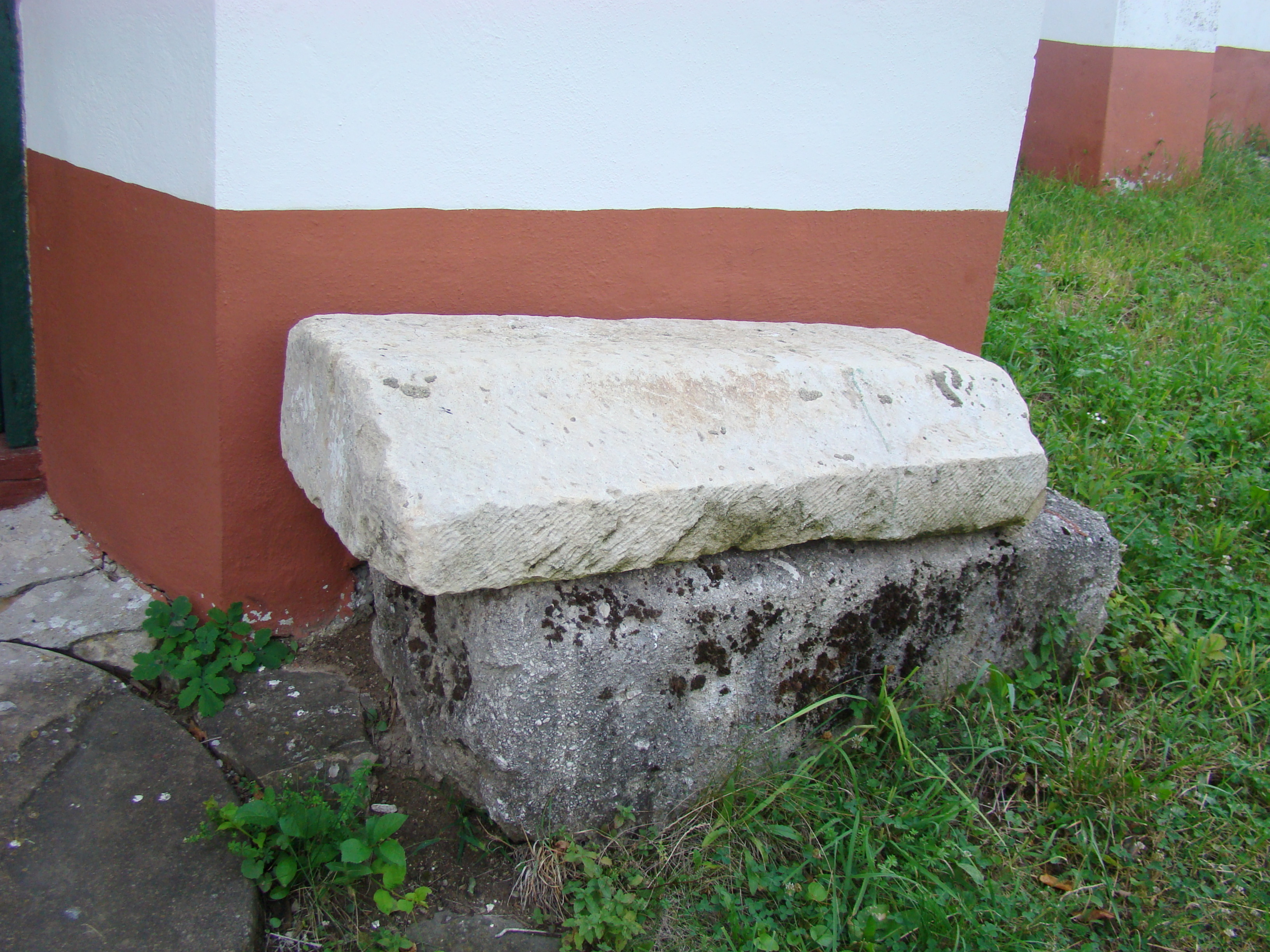
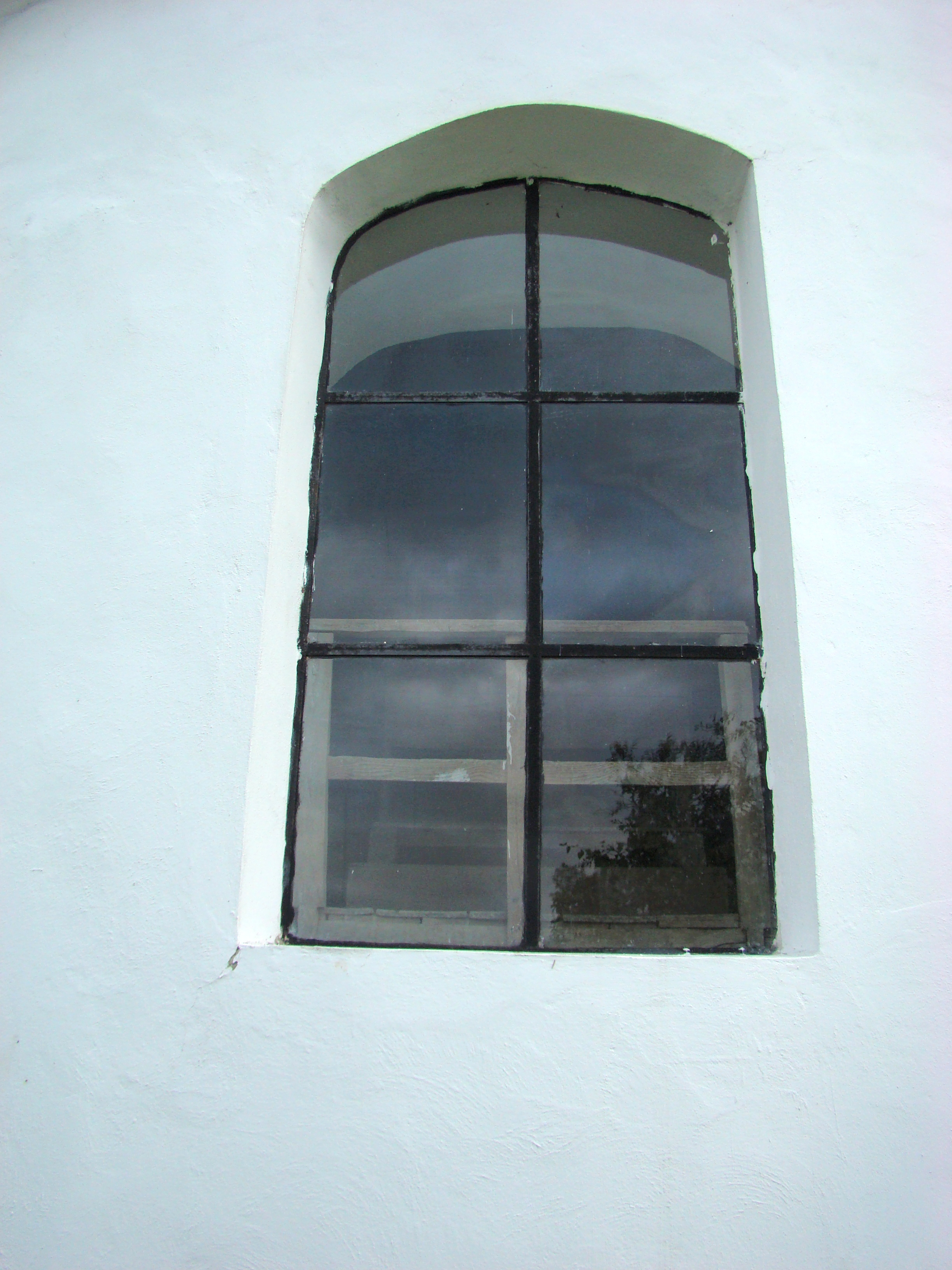
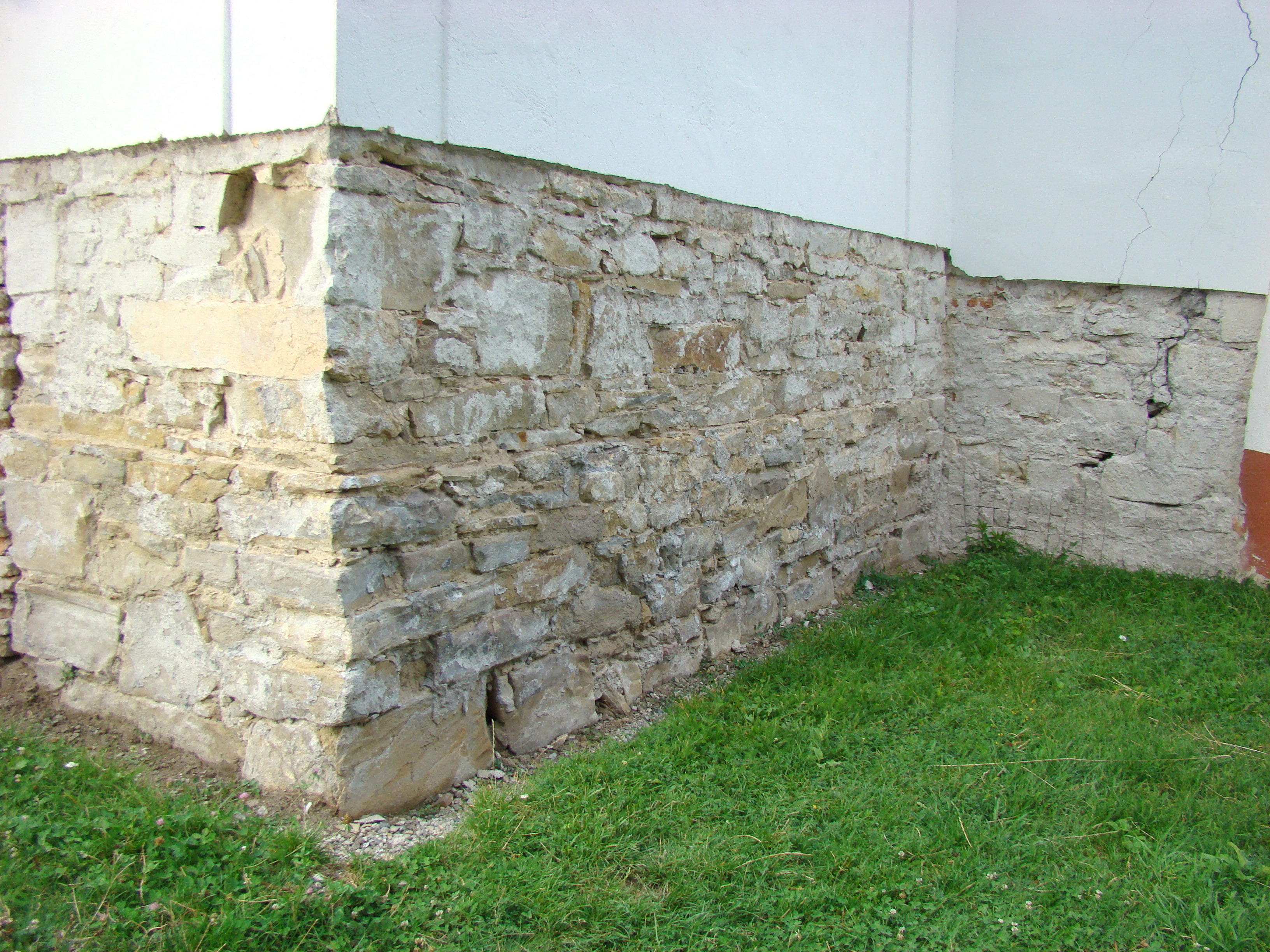
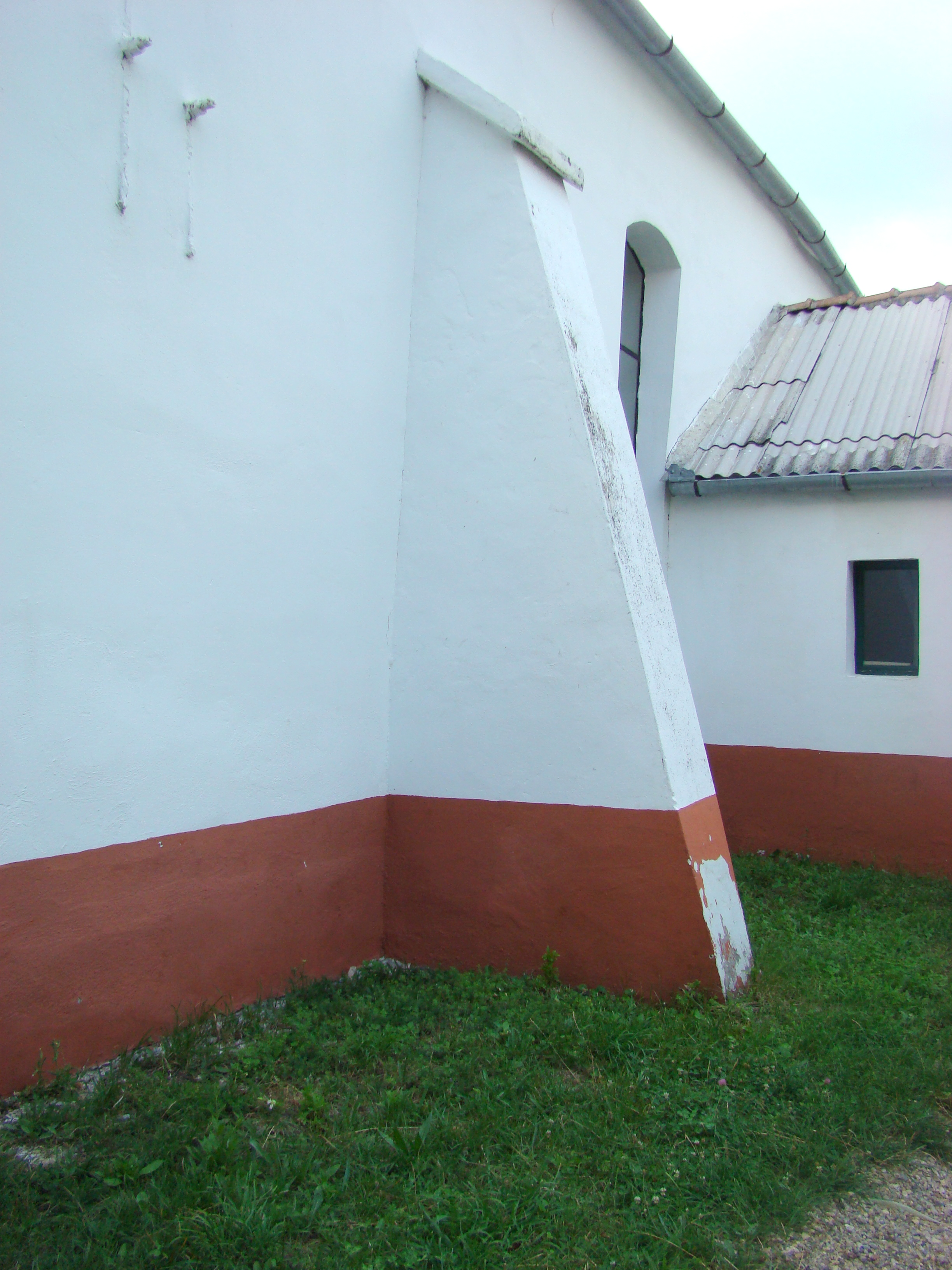
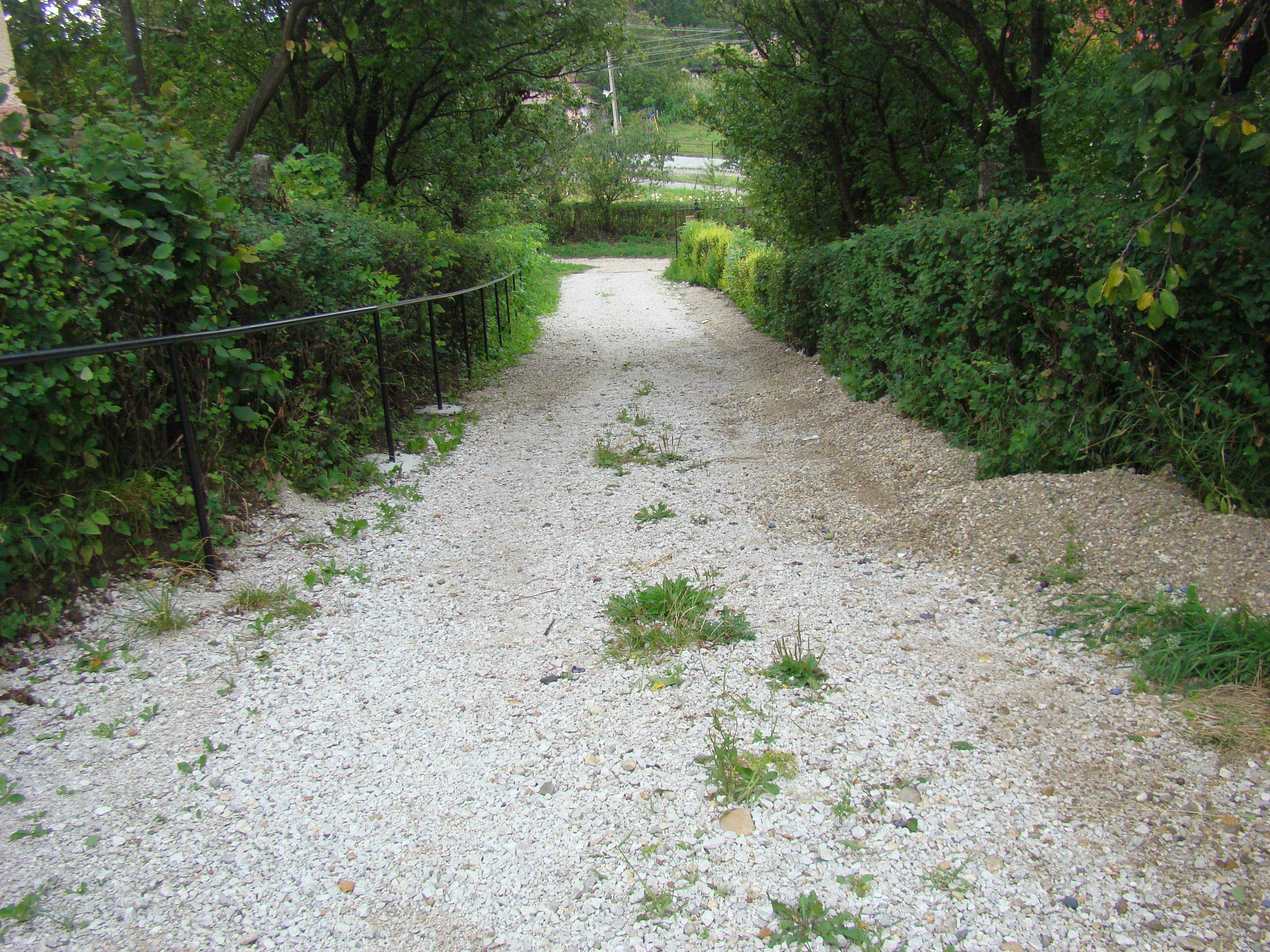
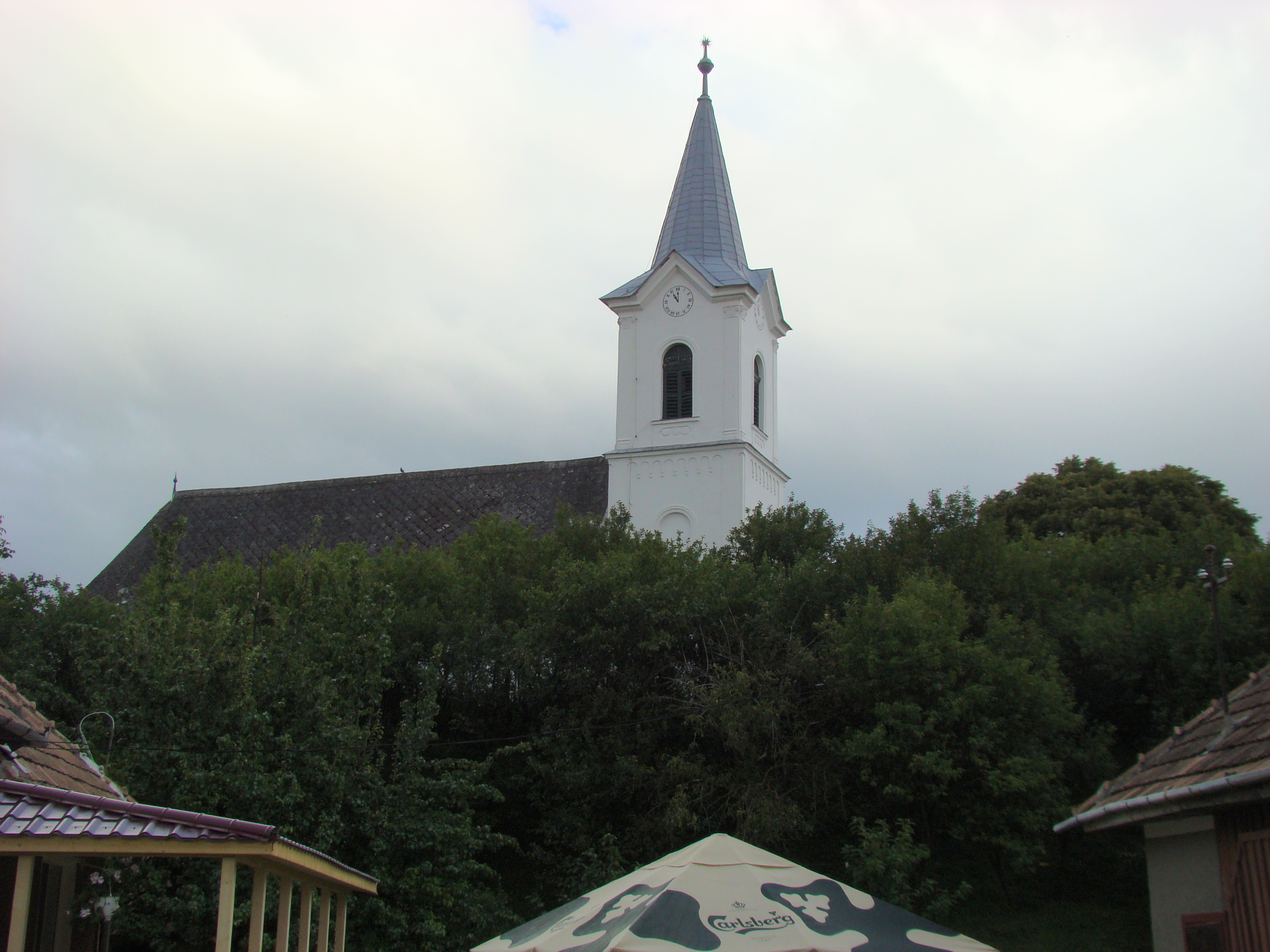
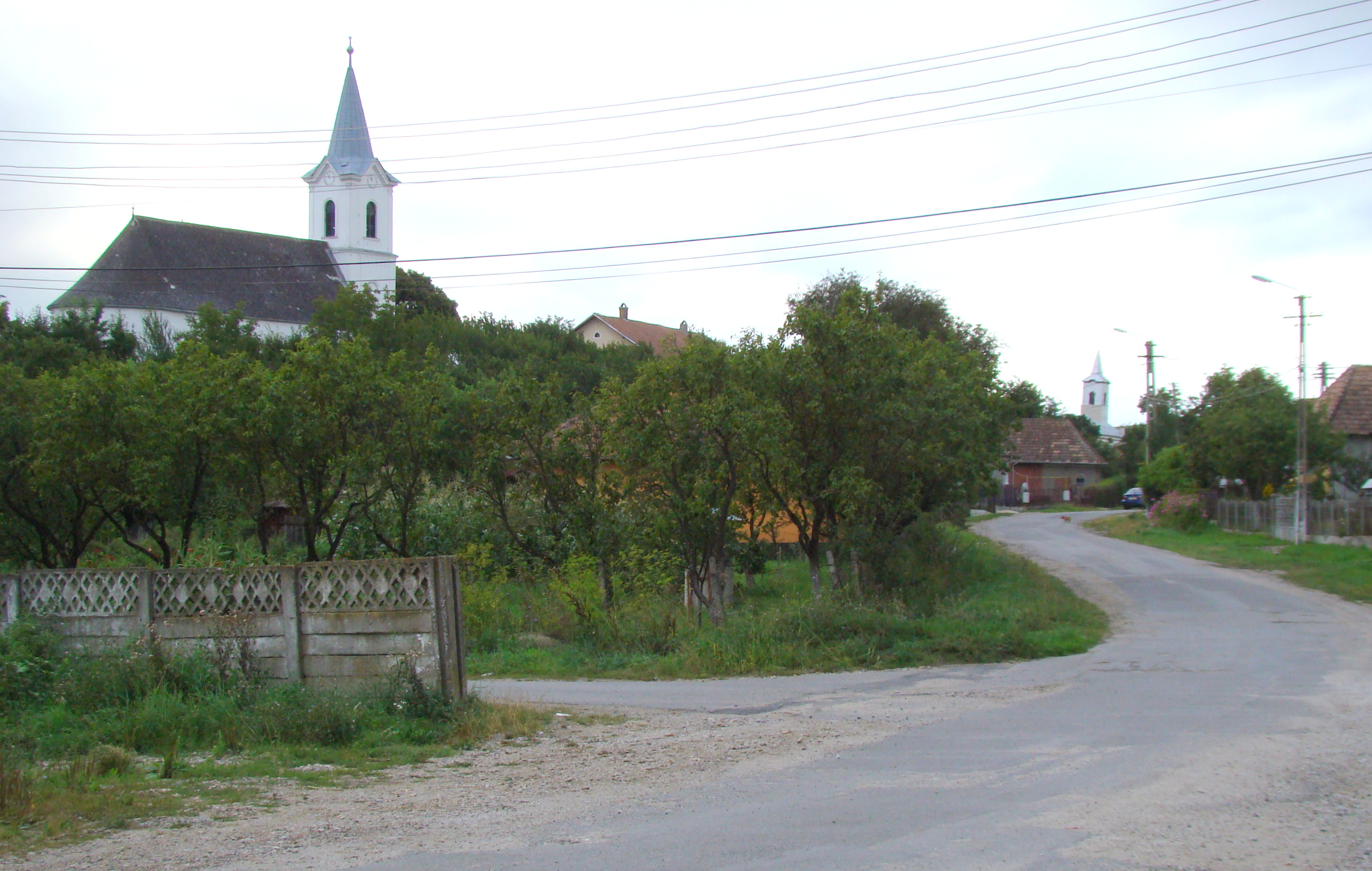

## Imagini din interior

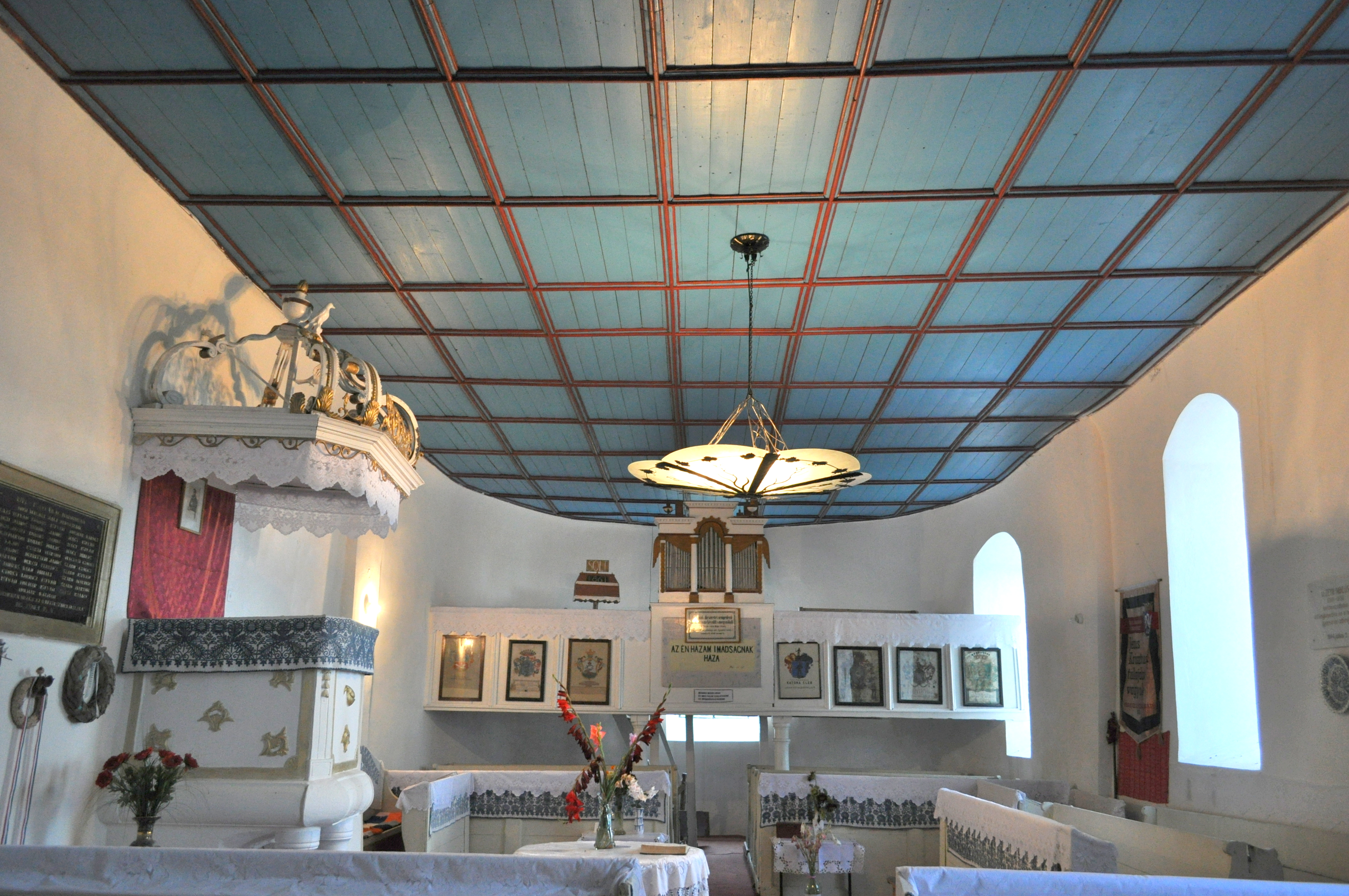
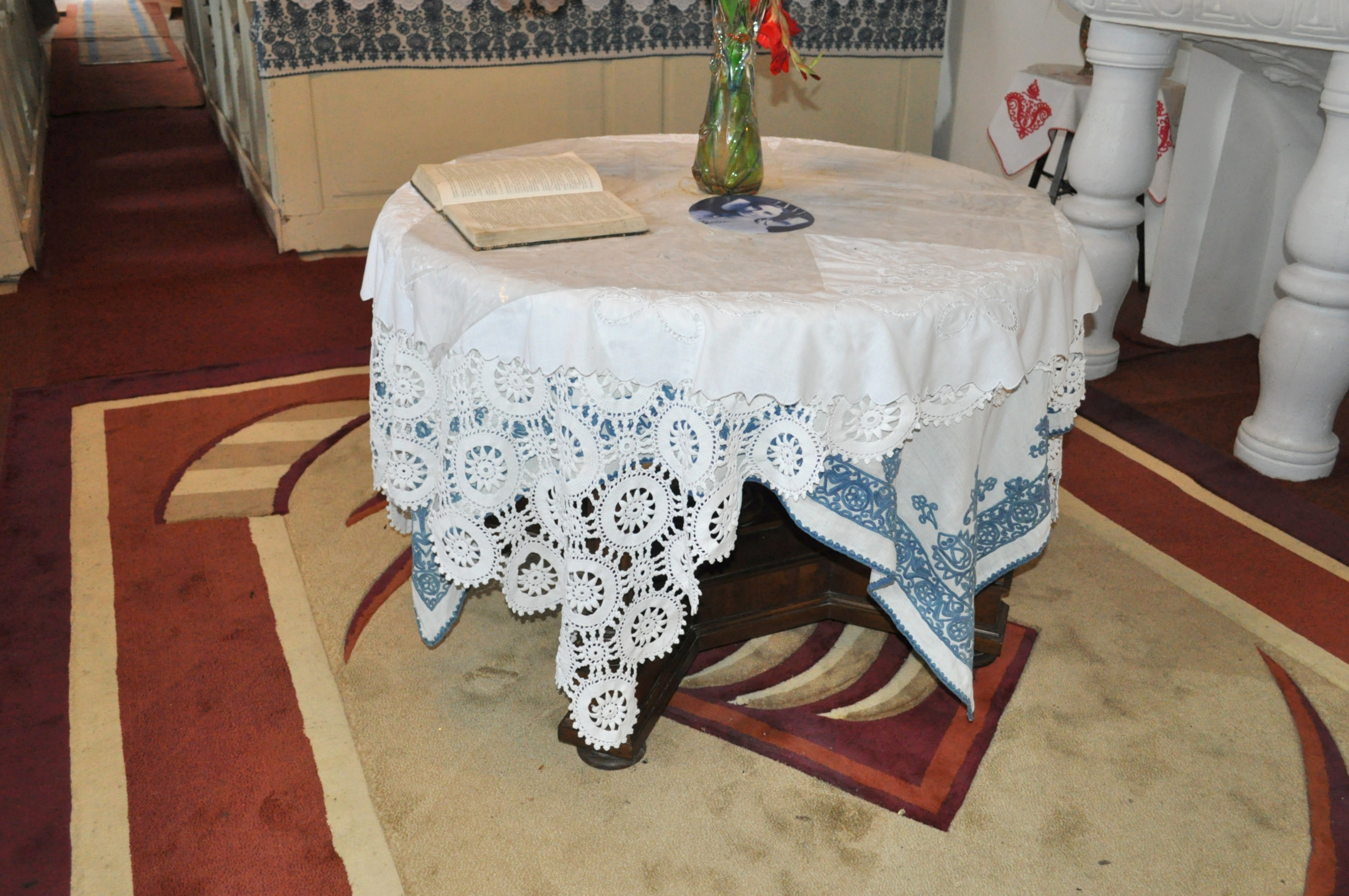
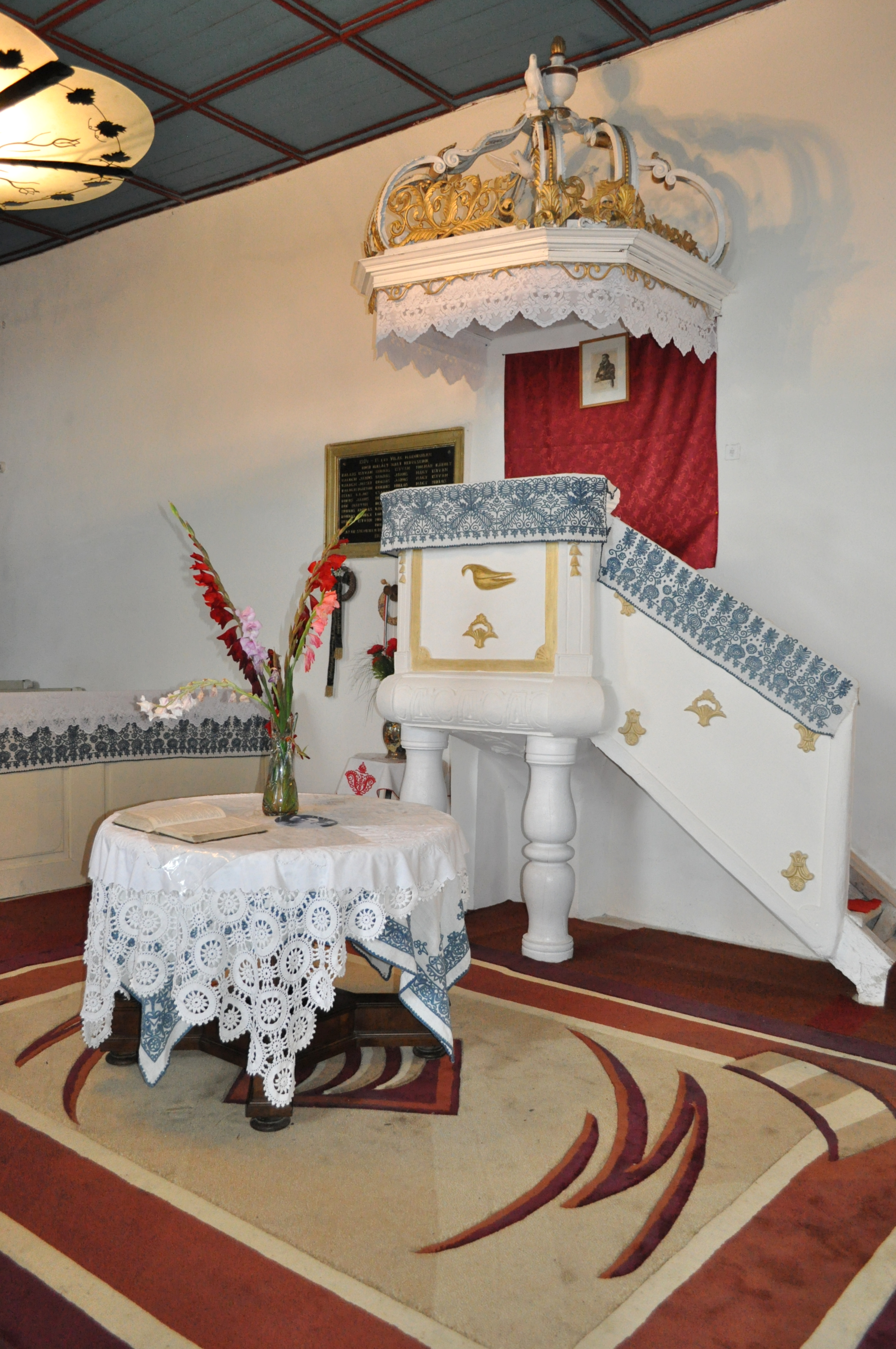
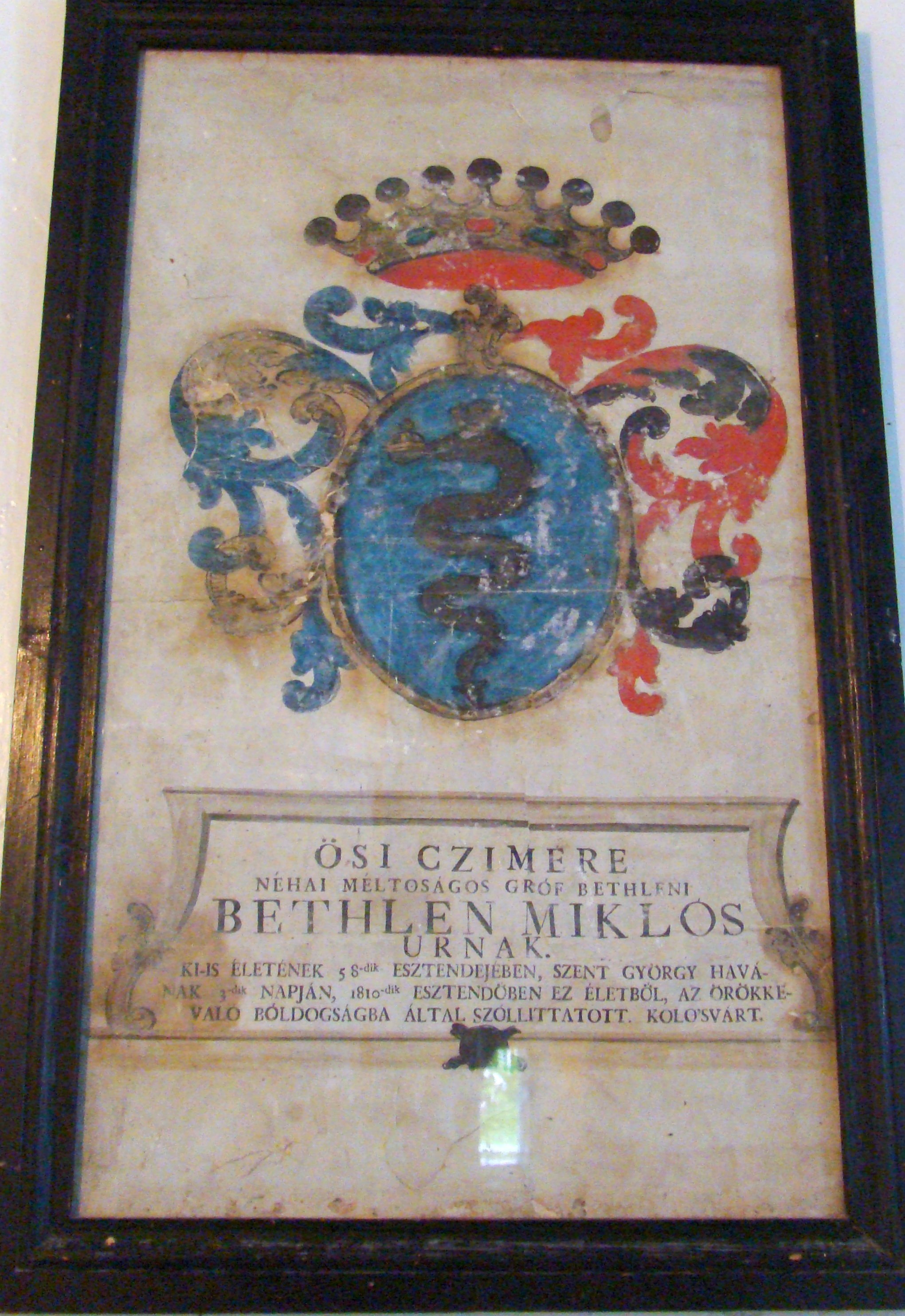
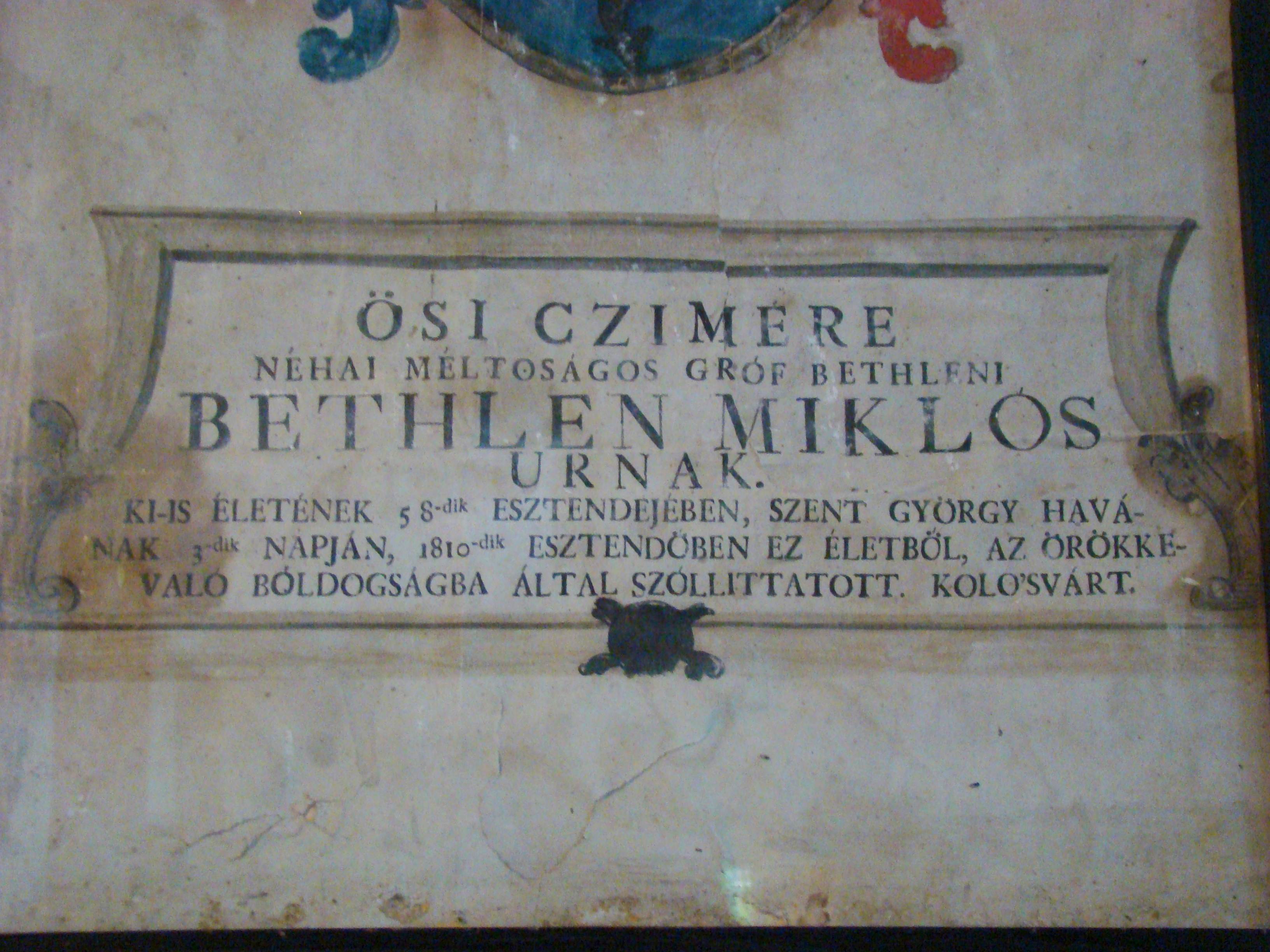
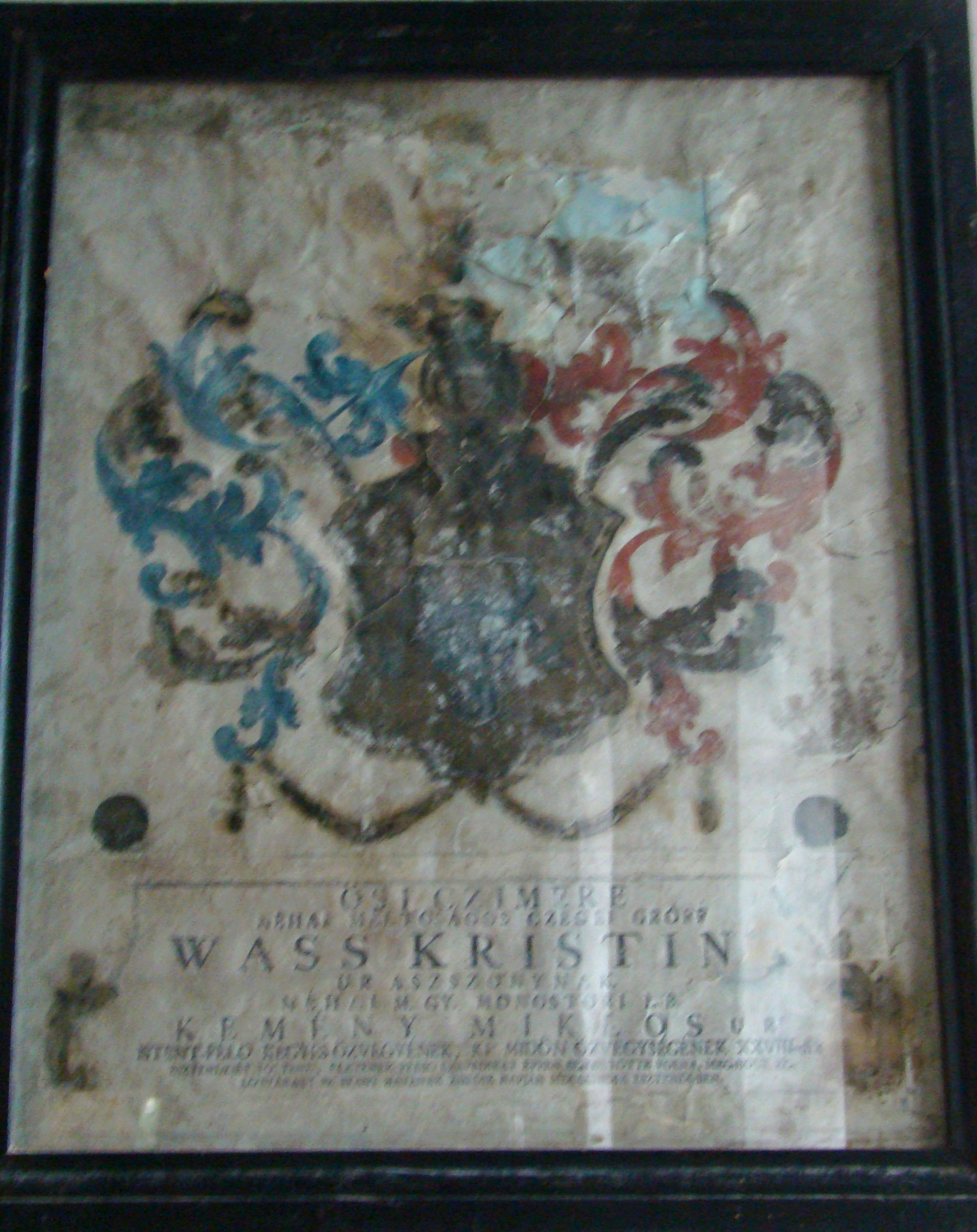
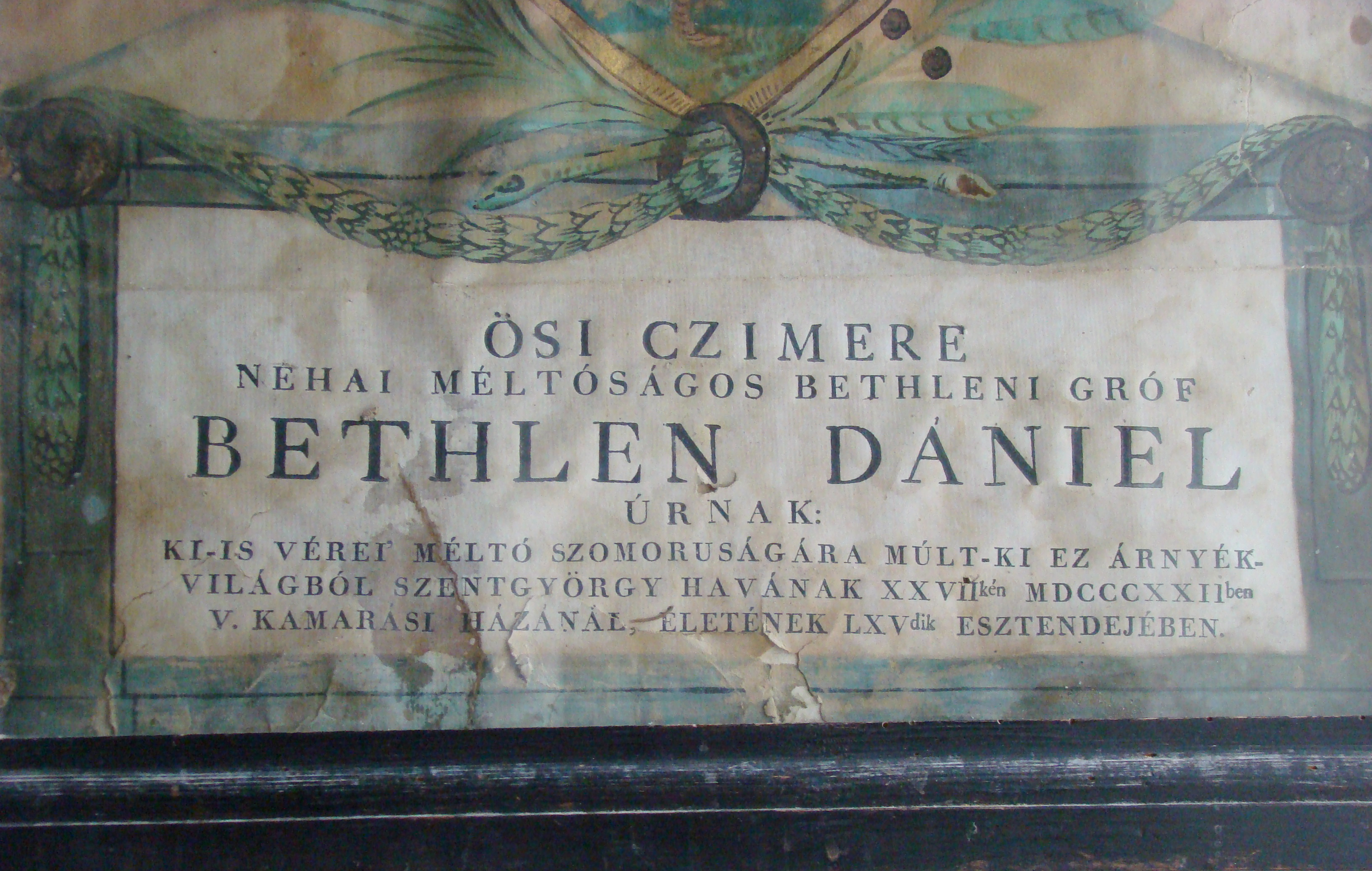
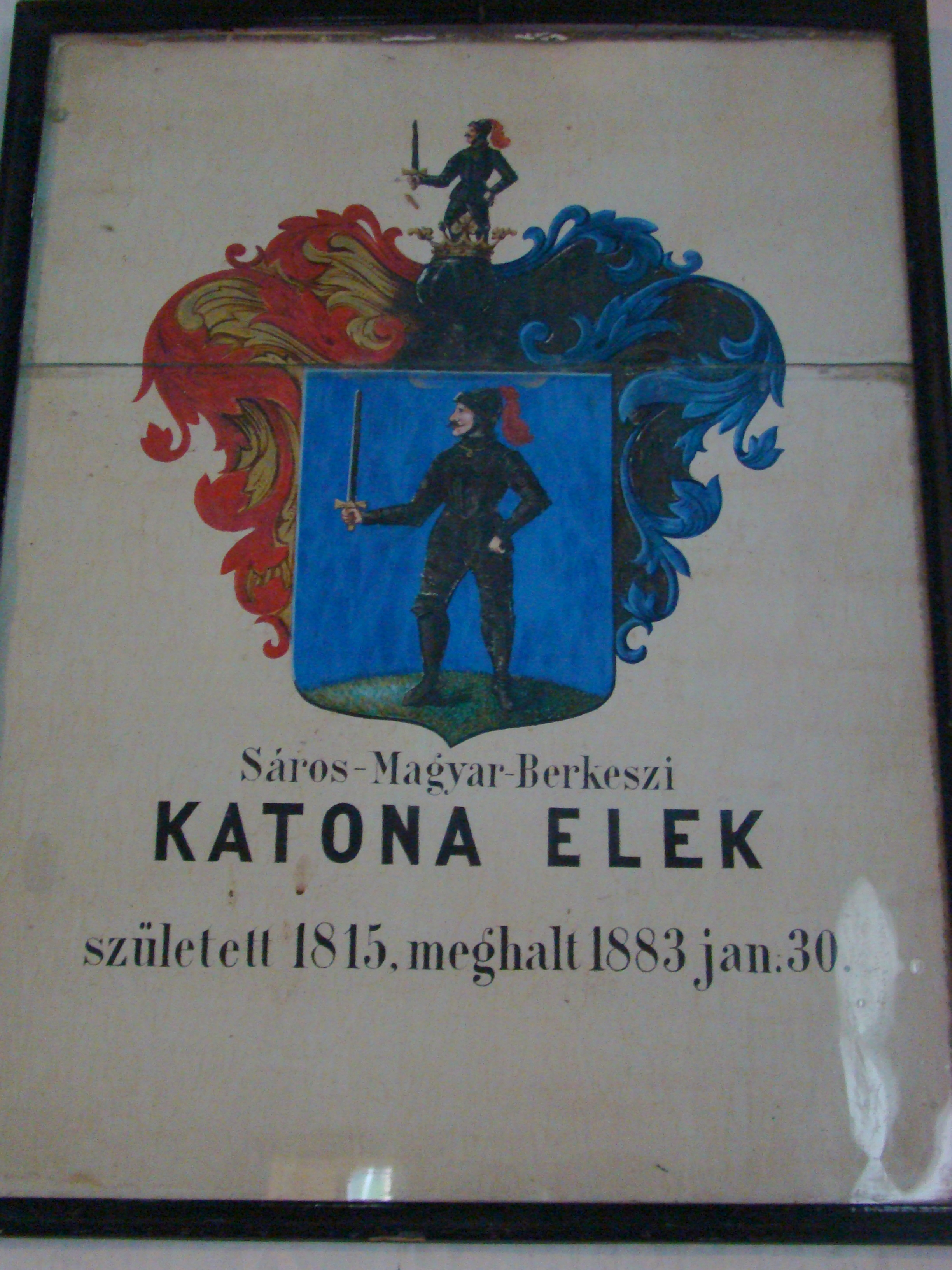
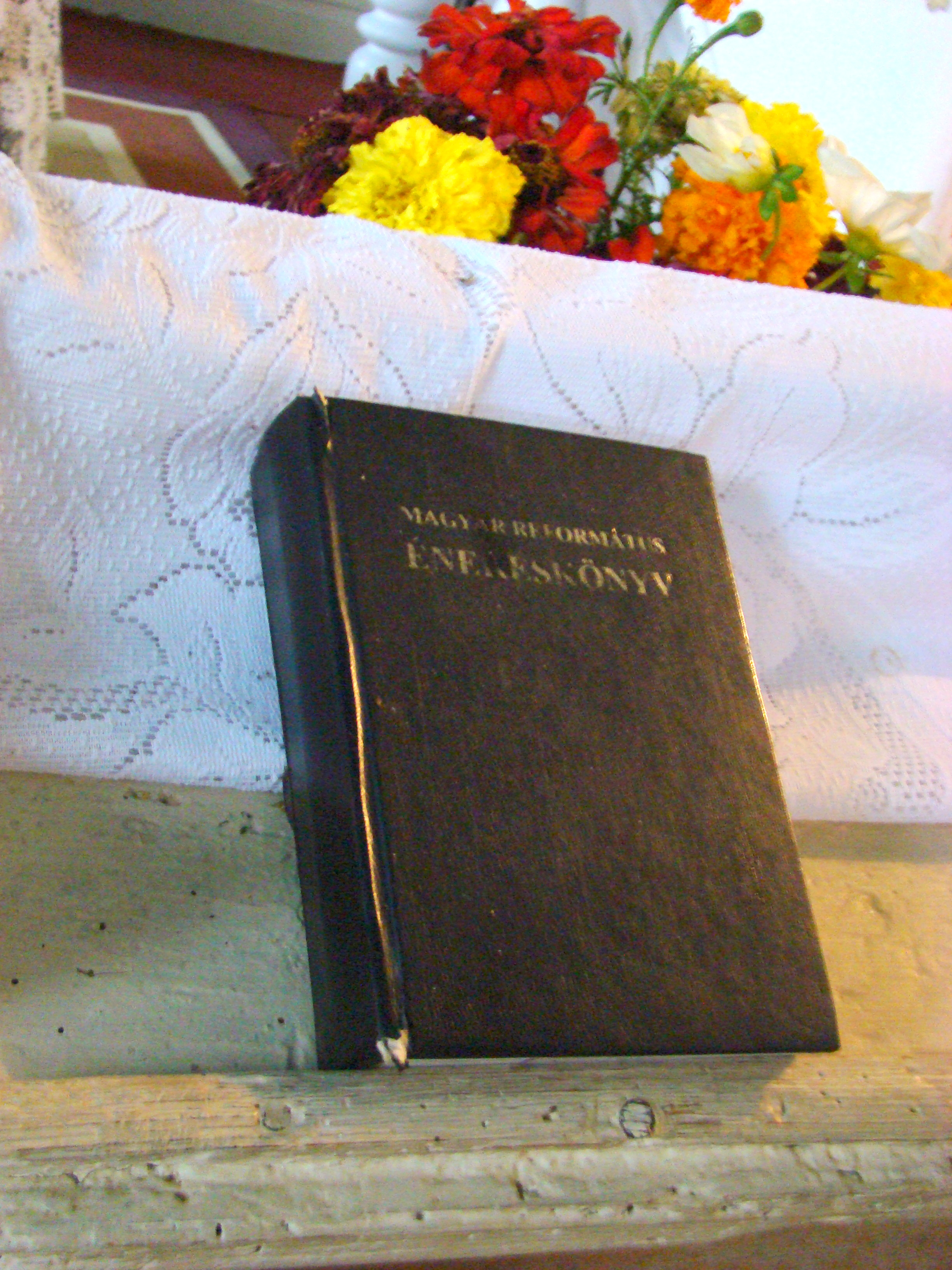
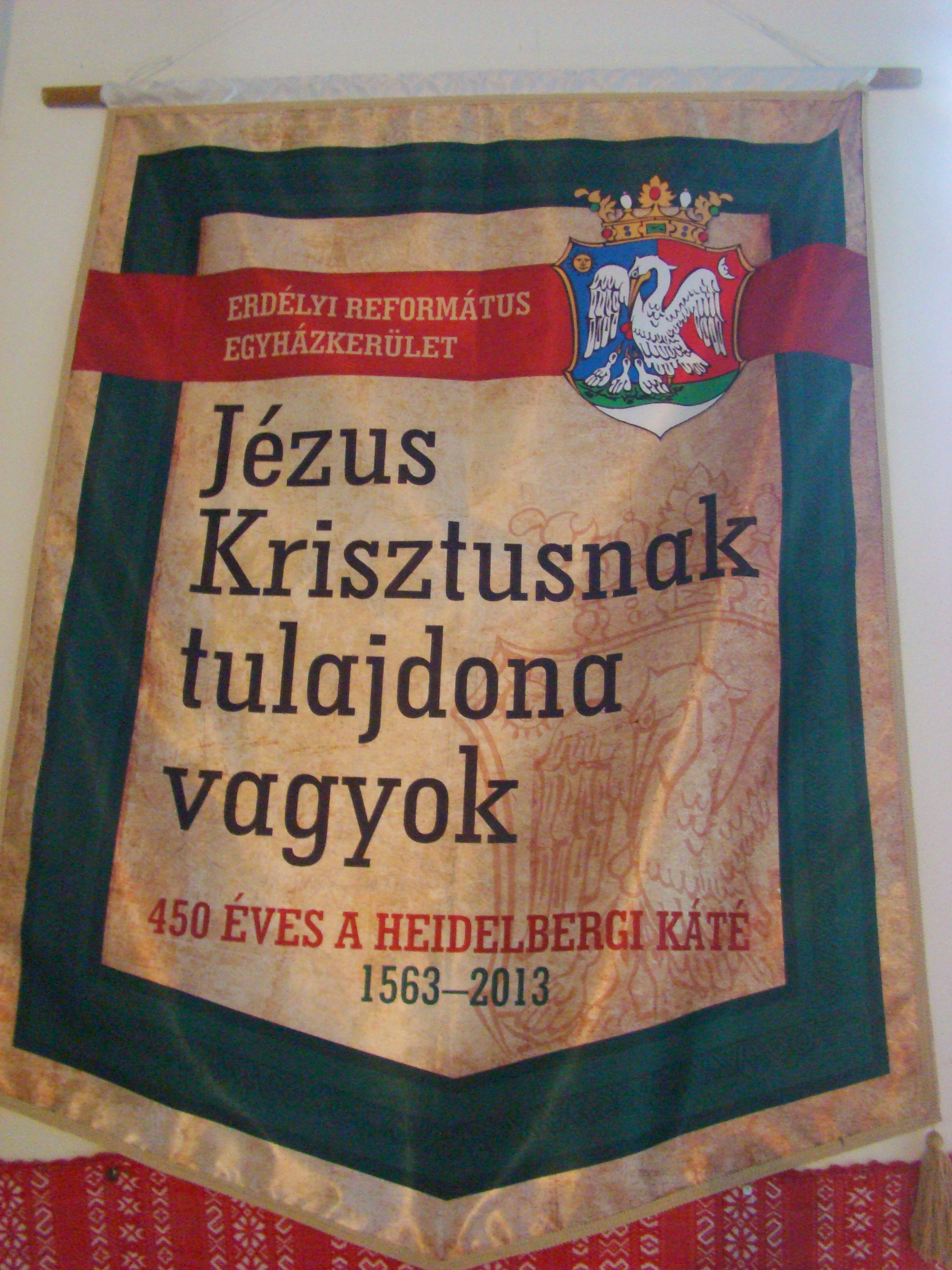
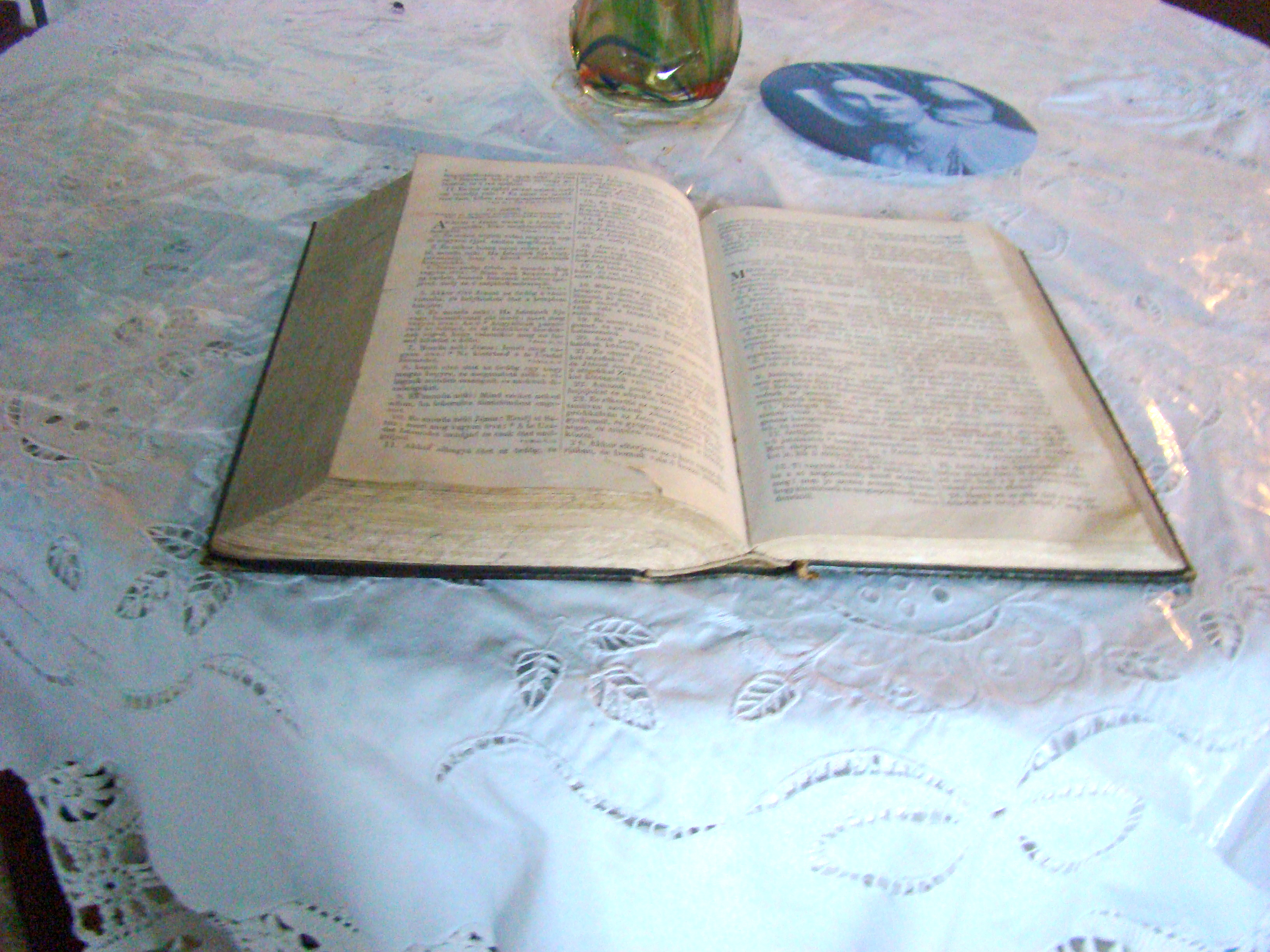
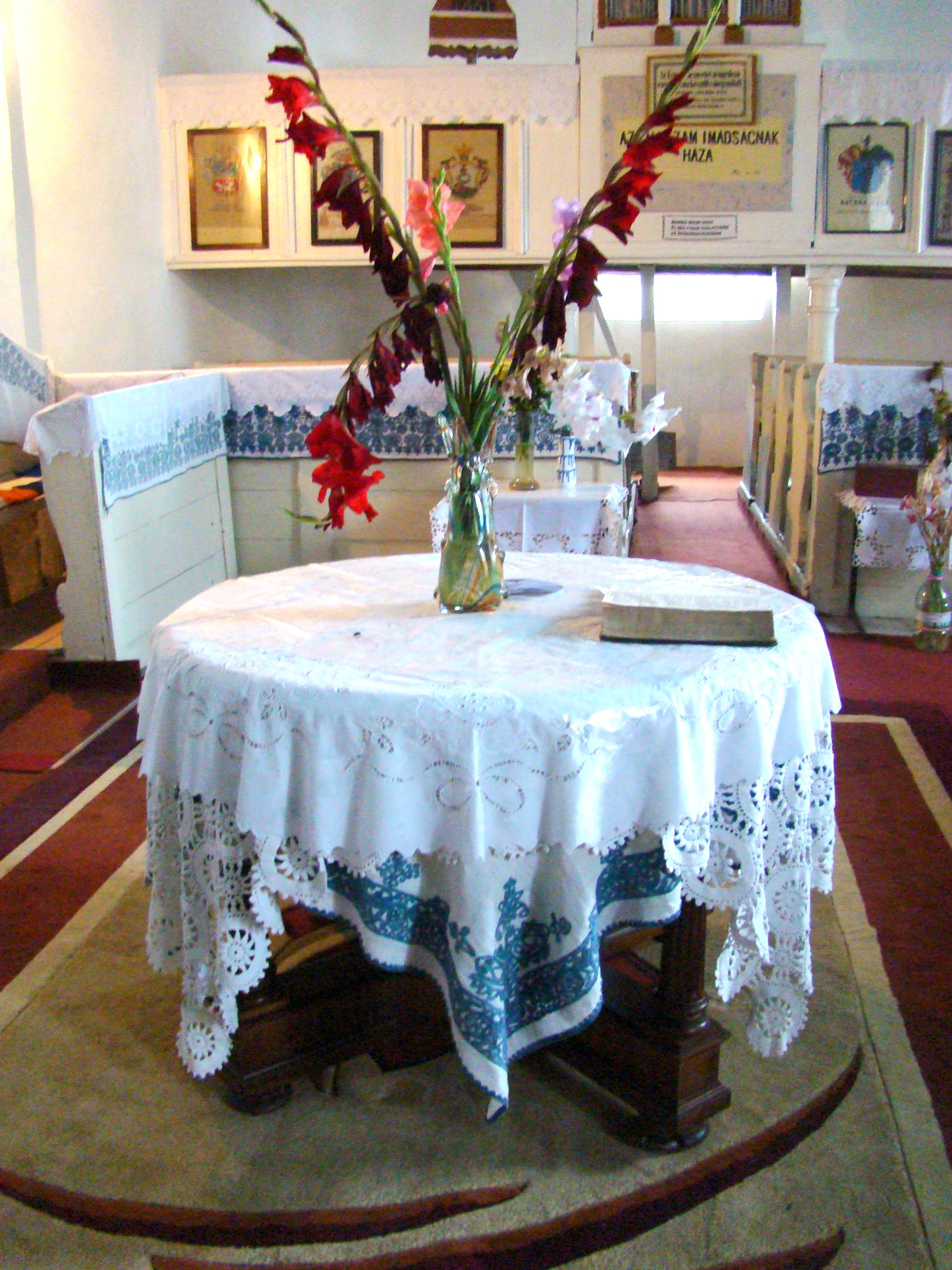
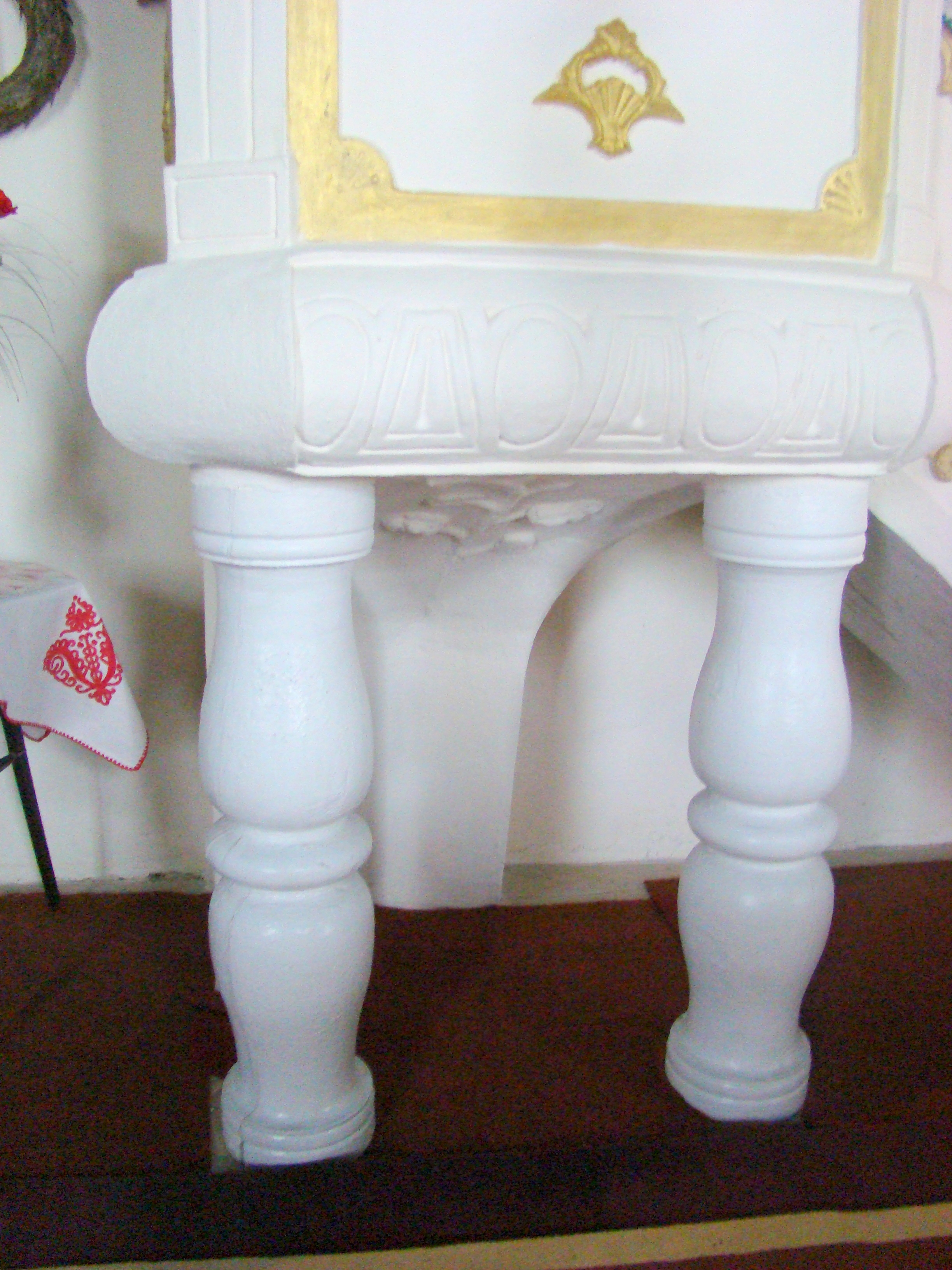
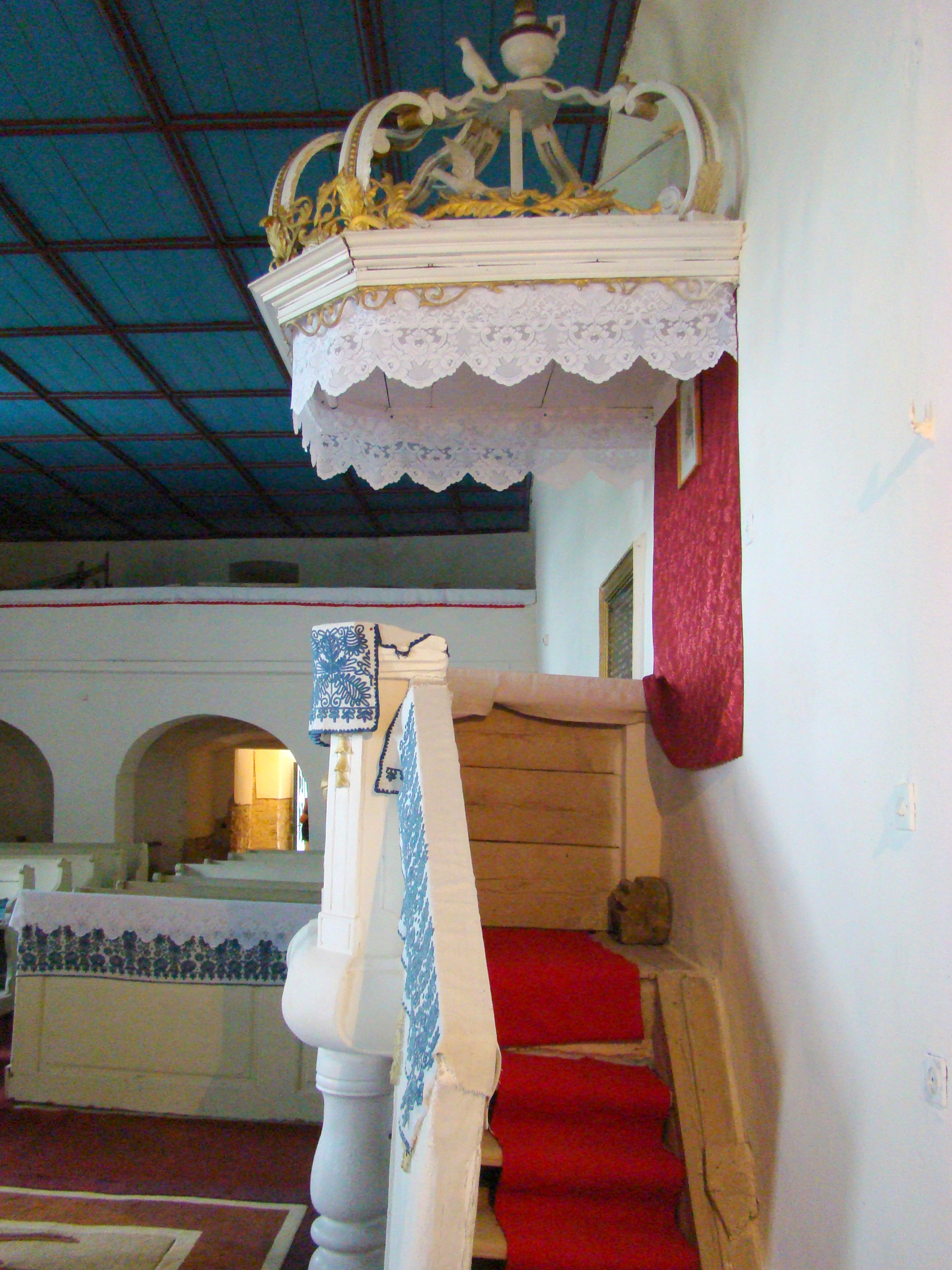
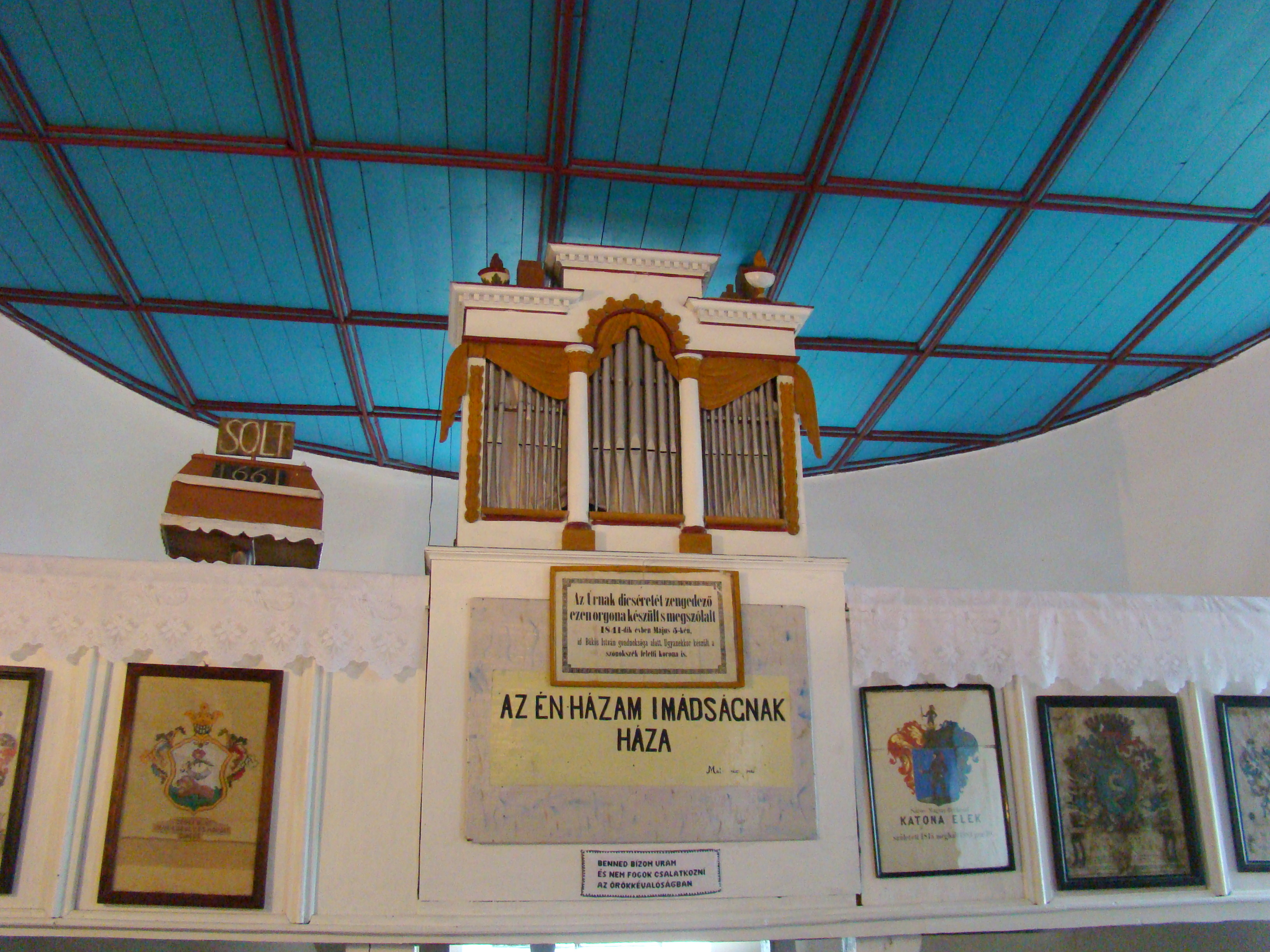
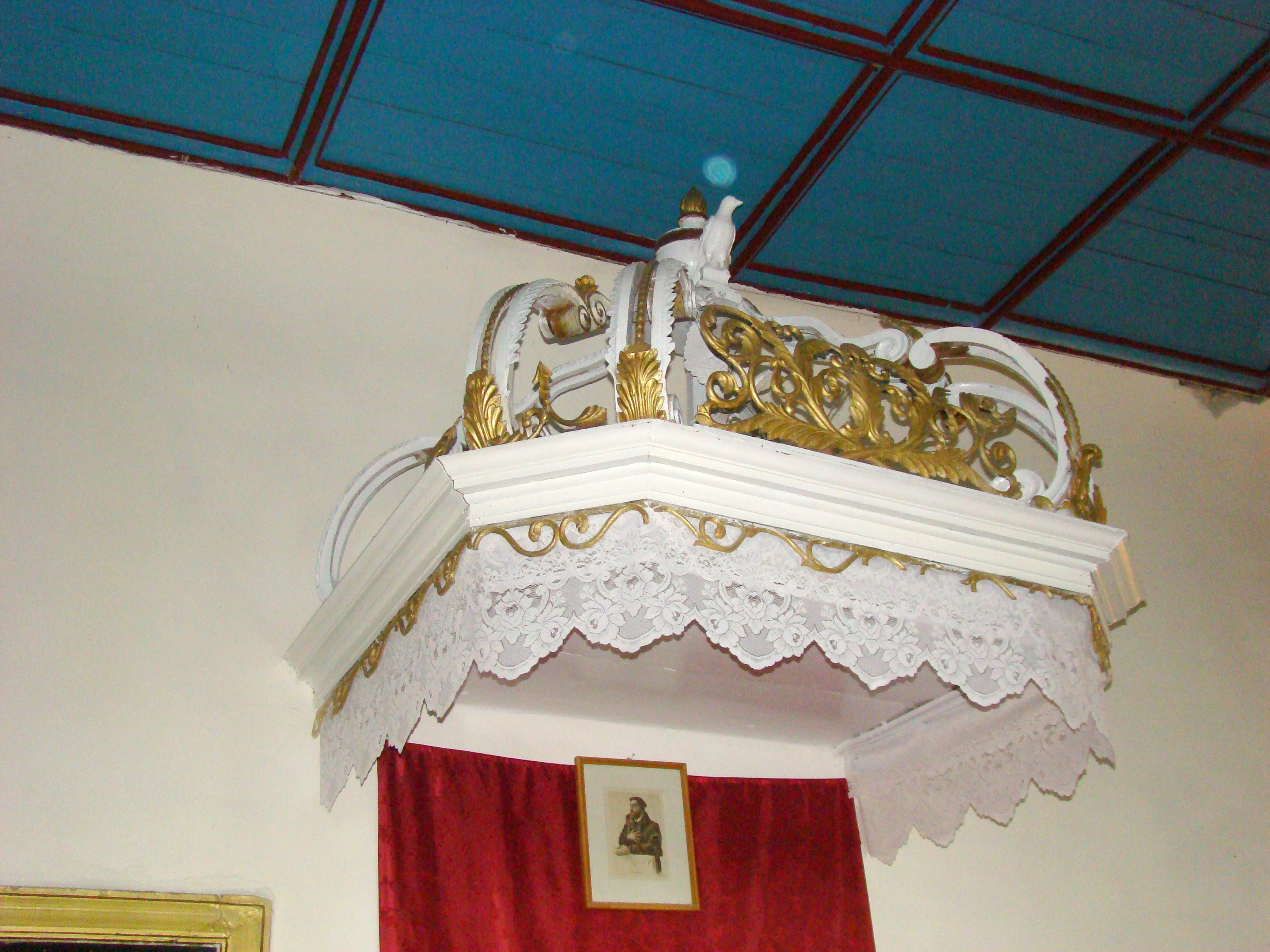
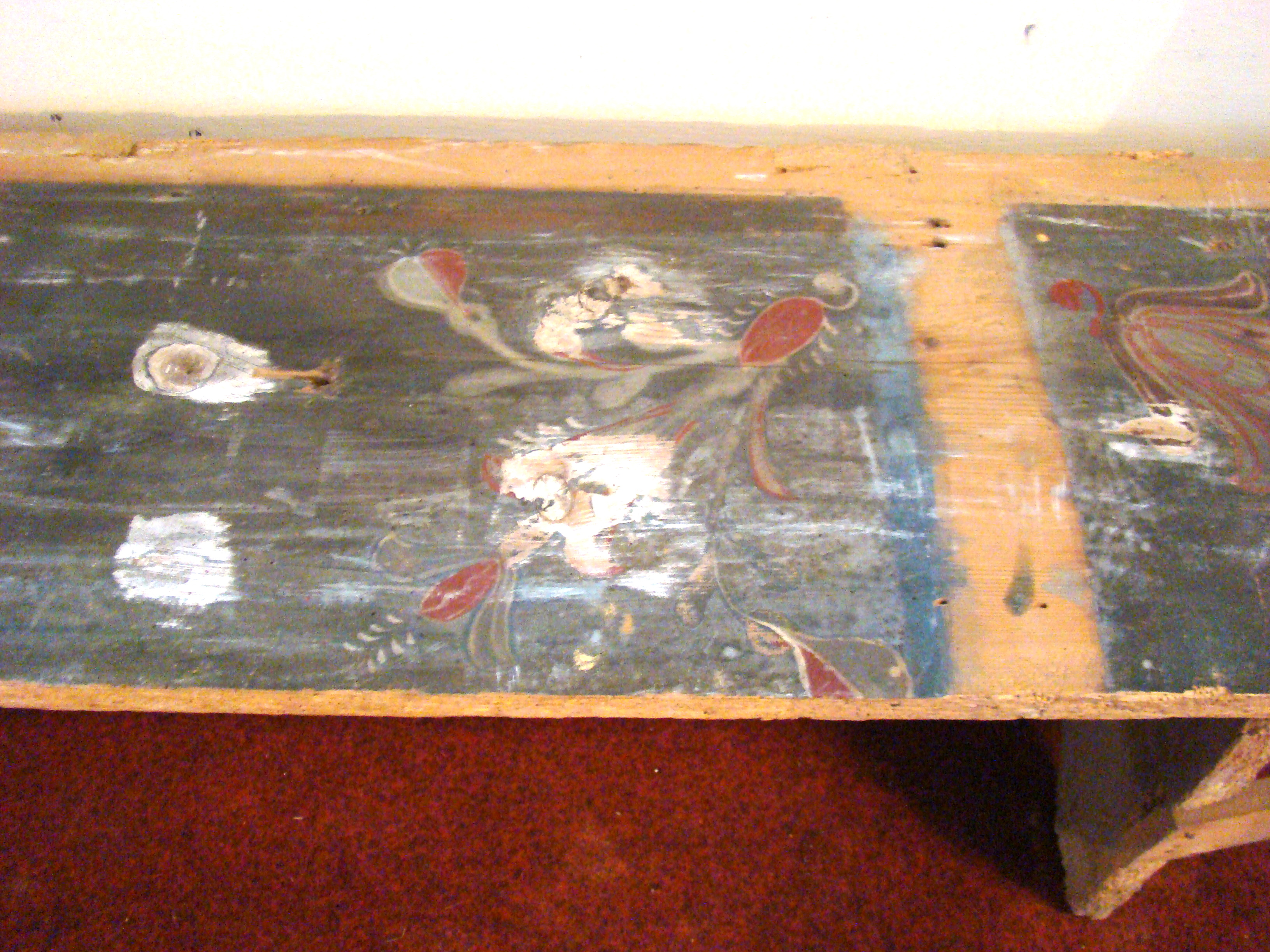
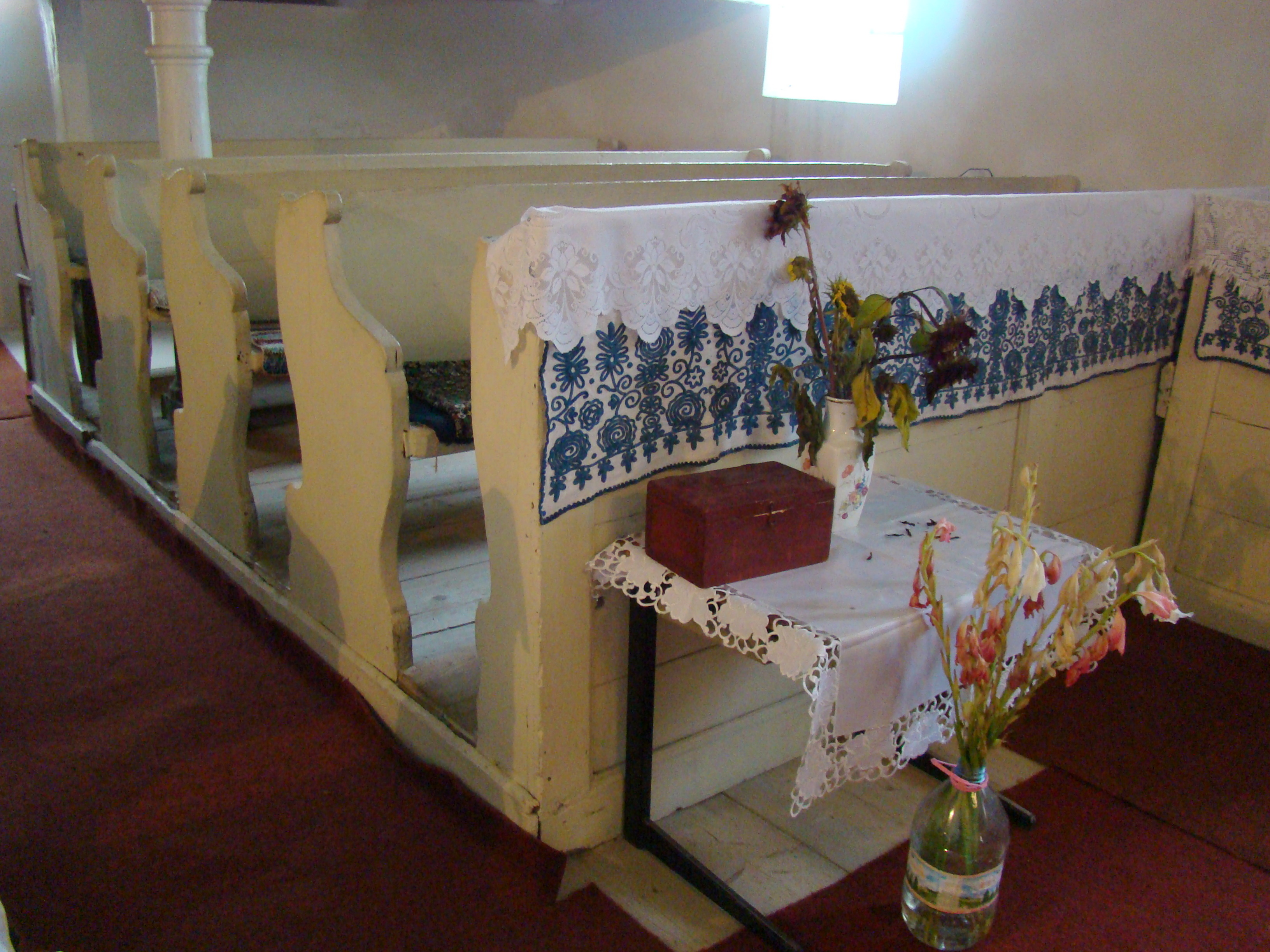
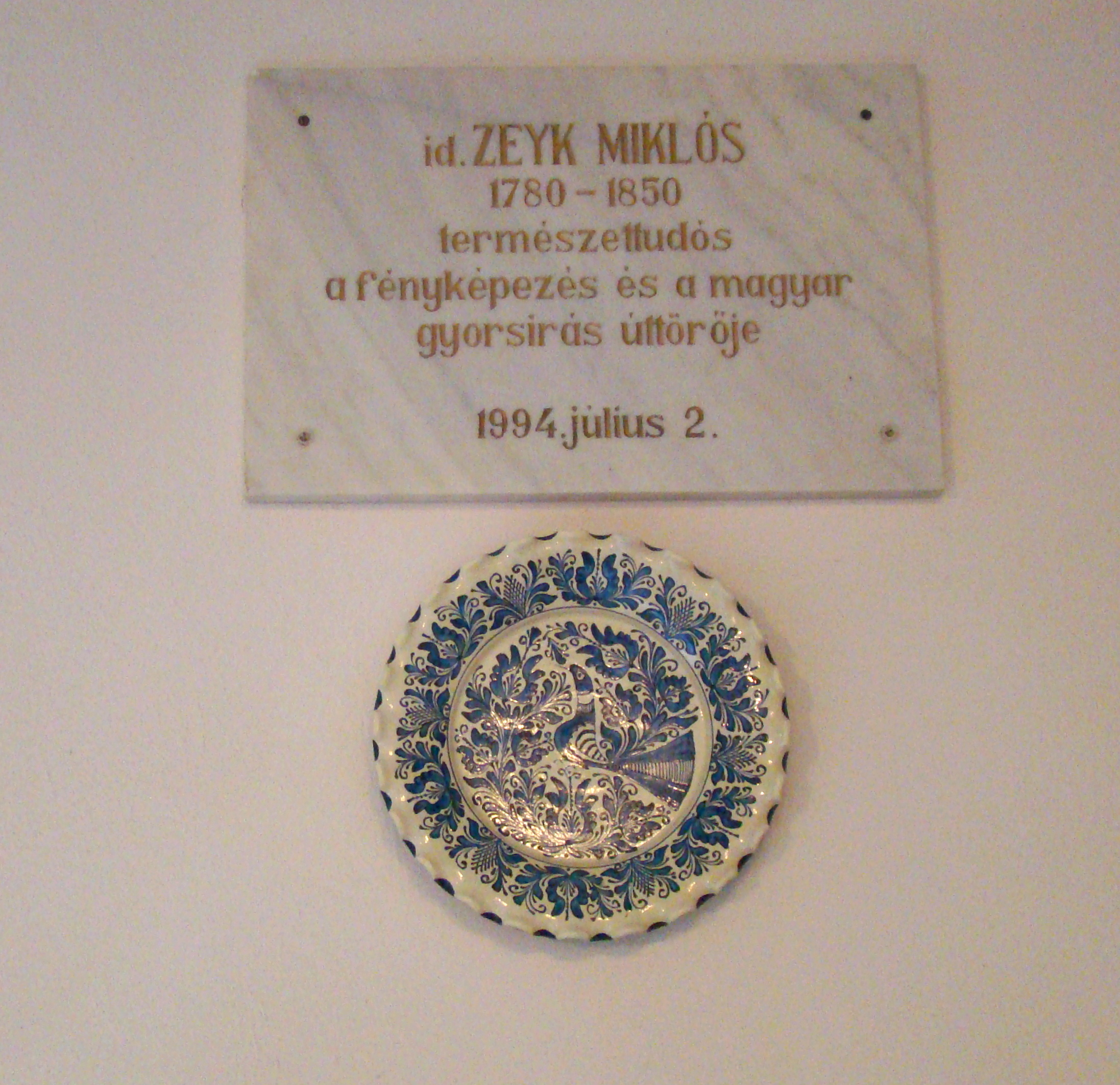
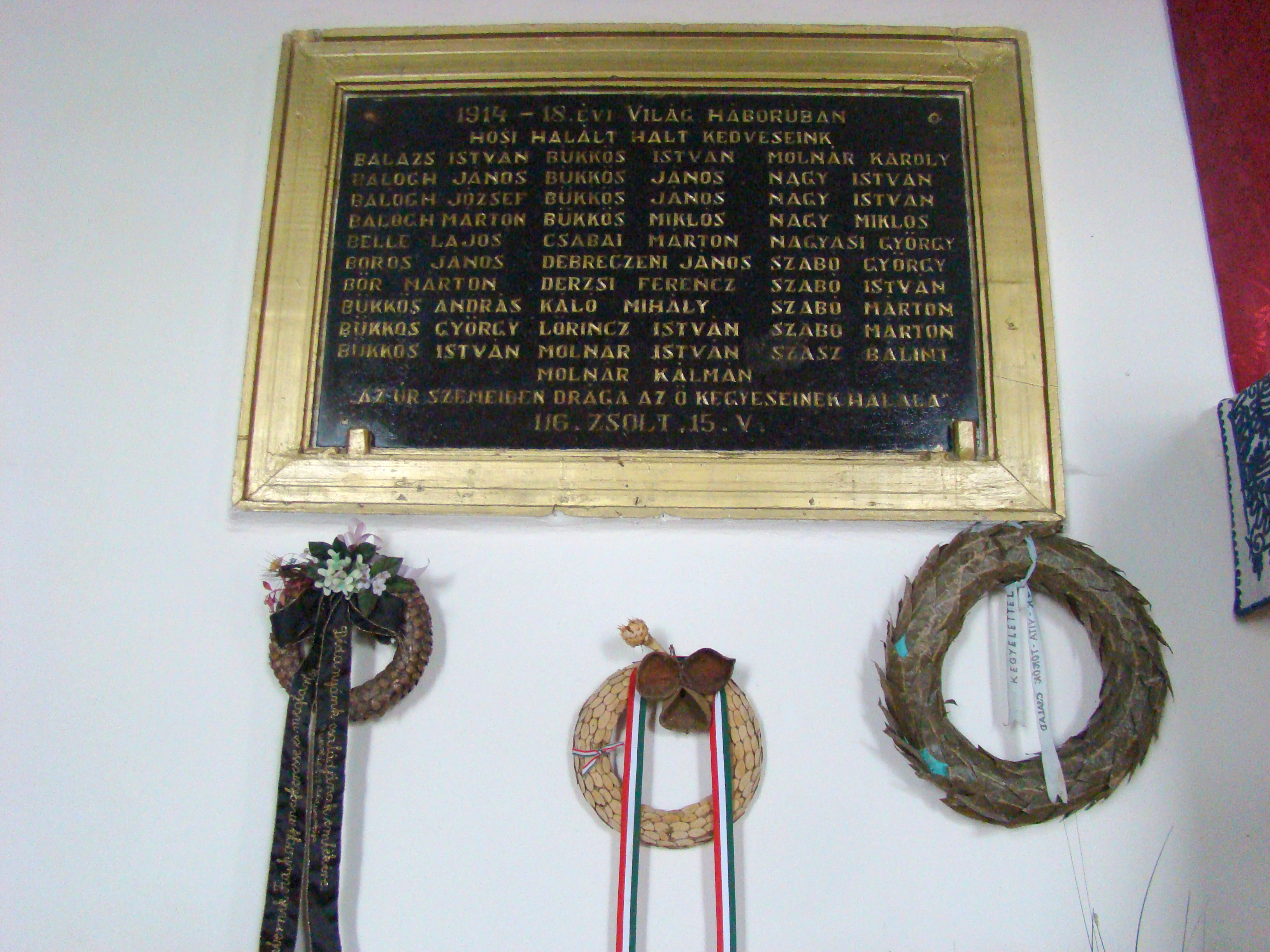
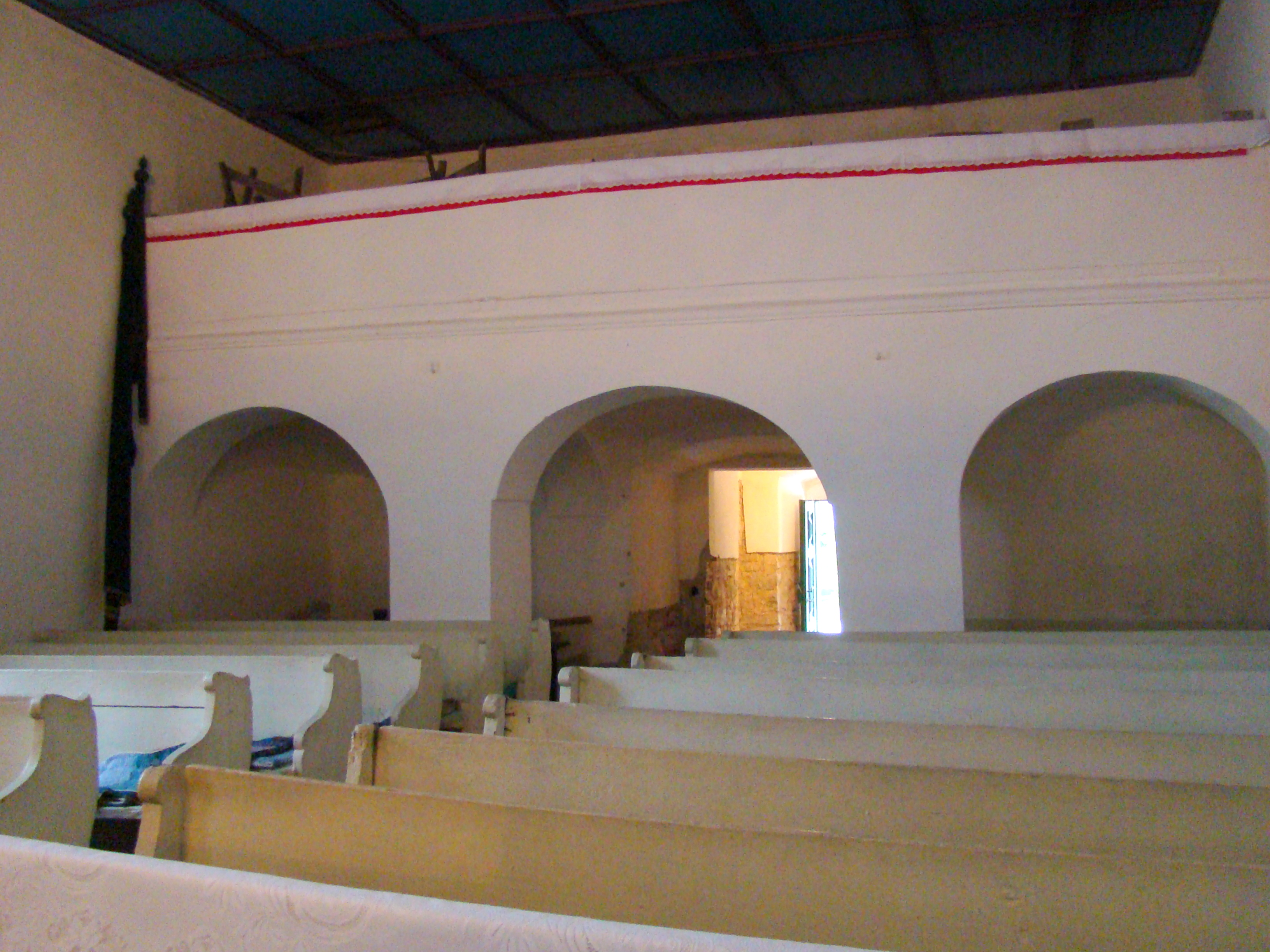
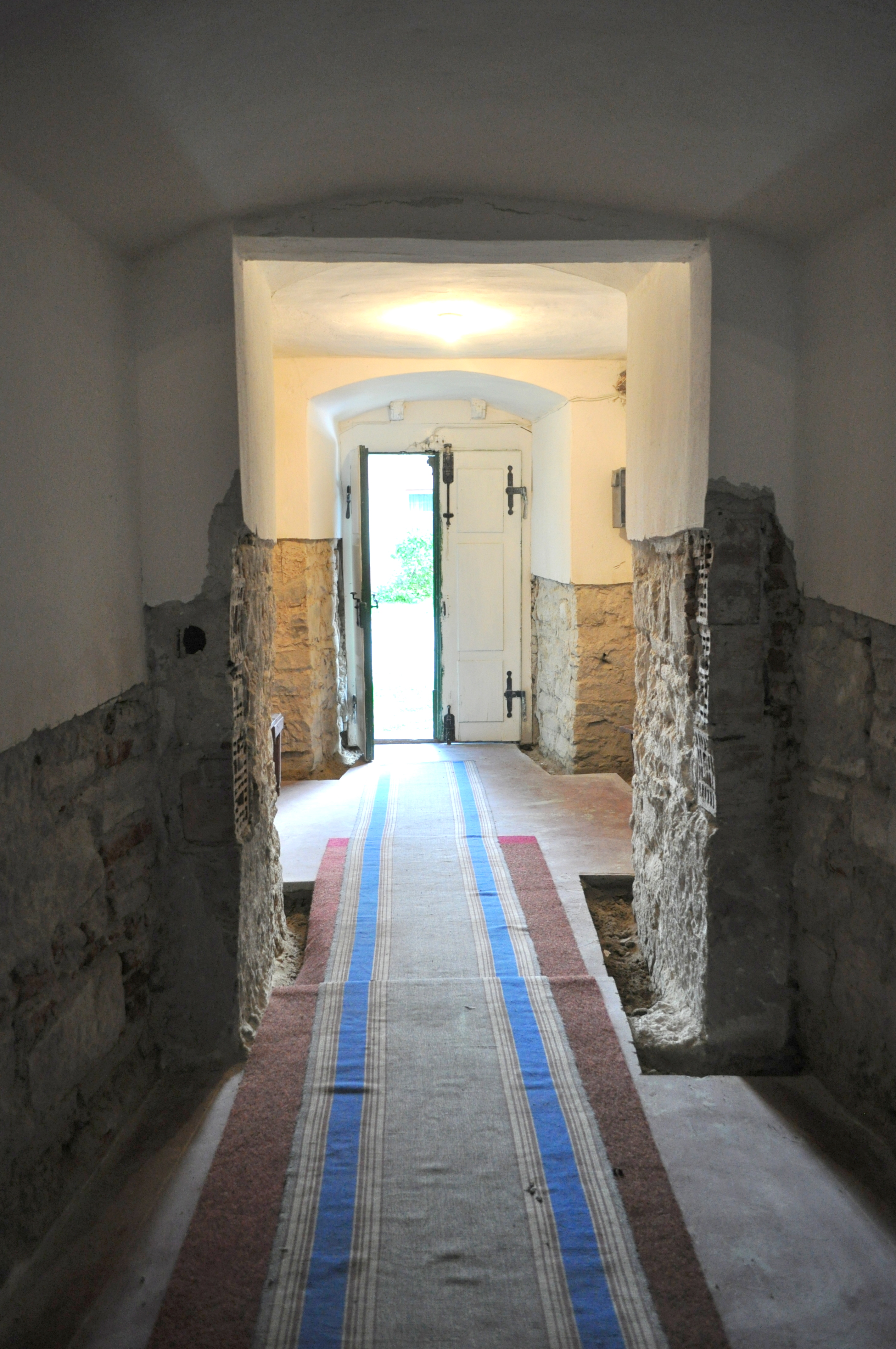

## Vezi și
- Aiton, Cluj